# Antiguo concejo de Castropol

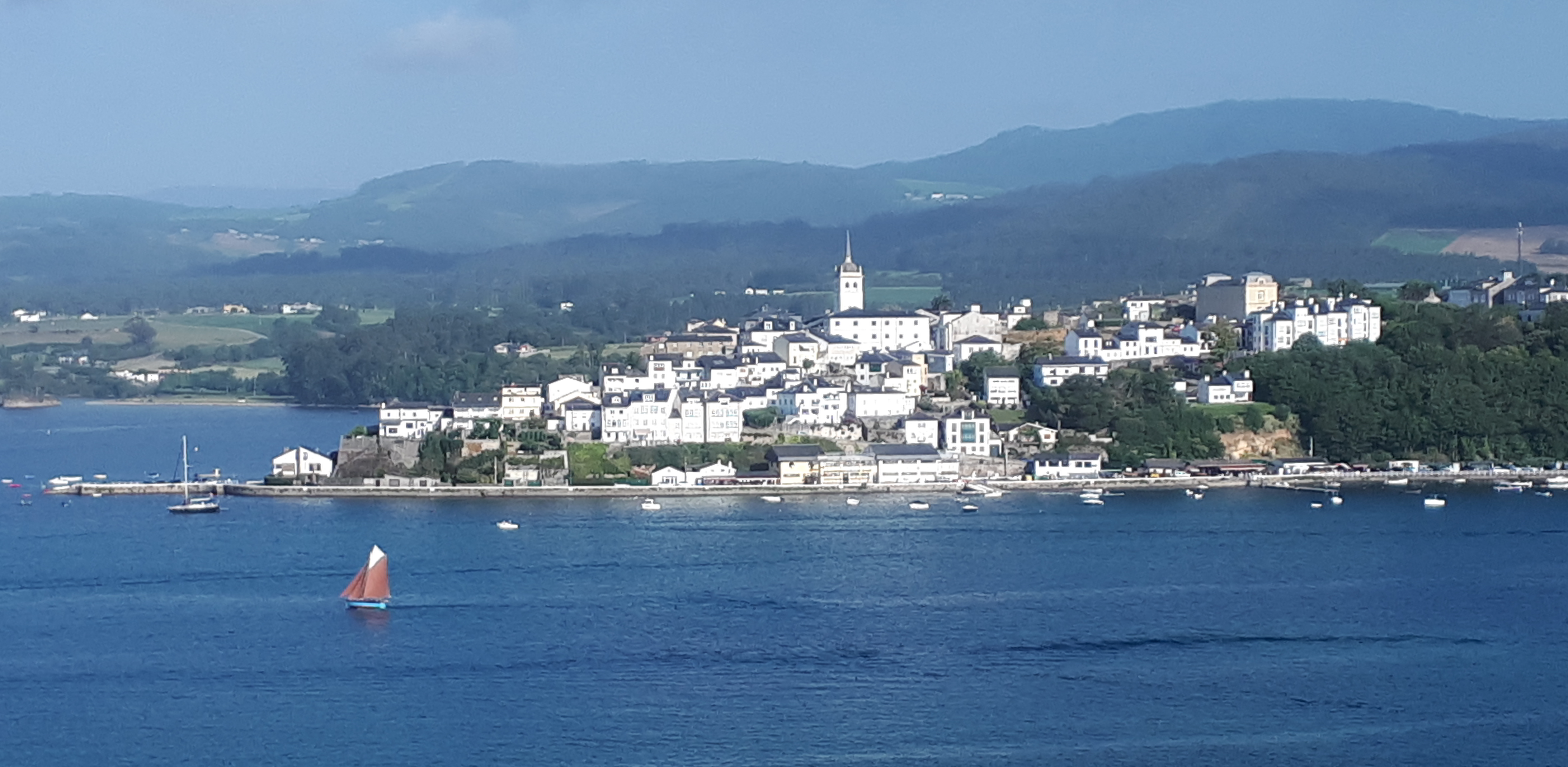
La villa de Castropol en la ría del Eo, capital histórica de las Tierras del Eo-Navia.

Tierras del Eo-Navia, Tierra del Navia-Eo, Entrambasaguas, Honor de Suarón y Grandas o antiguo concejo de Castropol, es el nombre con el que fueron conocidos históricamente los dieciséis concejos del occidente asturiano situados entre los ríos Eo y Navia. Tras la desamortización de la autoridad del obispo, ocurrida en la última década del siglo XVI, pasaron a formar parte del partido de Episcopalía, sexto de los siete partidos en que estaba constituida la Junta General del Principado. En el seno de la junta General los concejos del occidente participaban bajo una única representación y ostentaban de ordinario la defensa de los intereses del partido de la Episcopalía frente a los concejos de realengo. Los representantes de Castropol se sientan inmediatamente a la izquierda de la presidencia, ocupando el primer lugar inmediato a ella, después de los concejos de realengo.
Esta comarca integrada durante el imperio romano en el Convento Lucense, debió de quedar adscrita al Reino de Asturias luego de la segregación del reino asturleonés que se produce tras la muerte de Alfonso III, quedando supeditada directamente al poder de los Obispos ovetenses, luego de las donaciones que de su territorio tienen lugar en el año 1154 para el Honor de Suarón y 1181 para el Honor de Grandas. Luego de su emancipación de la autoridad de los obispos participa en la Junta General del Principado, en la que representa el mayor centro de intereses del partido de las episcopalías.
Por lo demás la comarca, aparte de una historia común, presenta aspectos culturales, língüísticos y sociológicos muy peculiares que dotan a la misma de una personalidad propia dentro del Principado de Asturias. En particular, es destacable la existencia de una lengua propia, el gallego-asturiano de filiación galaico-portuguesa, reconocida legalmente como tal lengua, en la Ley 1/1998, de 23 de marzo, de uso y promoción del bable/asturiano y del gallego-asturiano.

## Concejos que integran la comarca
La composición de los concejos de la comarca aunque básicamente ha sido la misma, ha variado a lo largo de los años, debido a la segregación y reagrupación de muchos de ellos, siendo actualmente la siguiente:

## Adscripción Episcopal

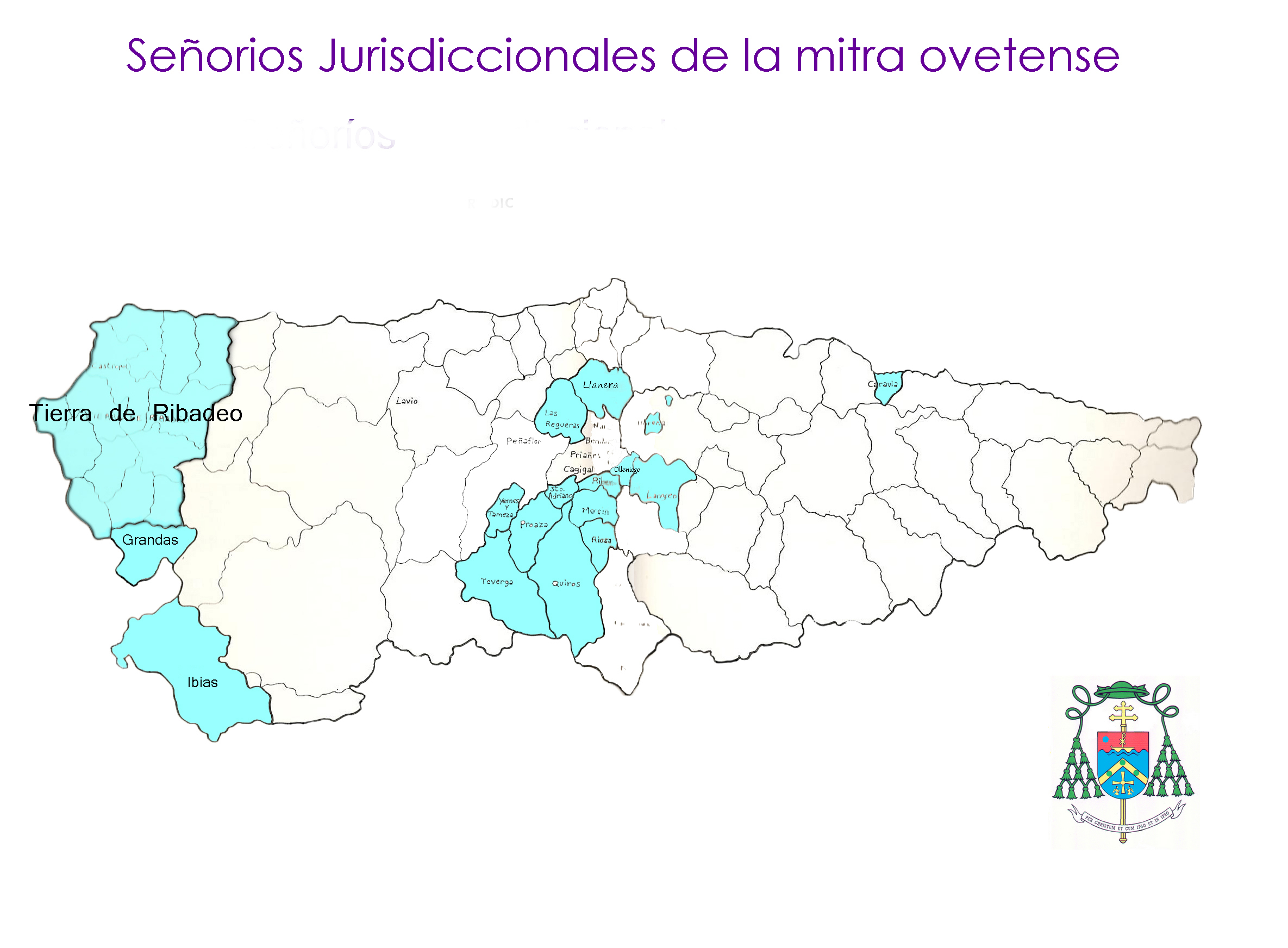
Señoríos jurisdiccionales de la mitra ovetense. Obsérvese, que además de los dominios que ostentan los obispos en las cuencas centrales del Principado, la mayor concentración de los dominios de la mitra ovetense se encuentran en la comarca del Eo-Navia.

Durante la Alta Edad Media los actuales concejos del occidente asturiano, situados entre los ríos Eo y el Navia se encontraban sujetos a un régimen especial de señorío, el Honor, conociéndose dos entidades el Honor de Suarón y el Honor de Grandas. "Honor" es una división administrativa de los Reinos de Asturias y de León de tipo vasallaje, unas tierras son administradas por un señor o "tenente" con sede generalmente en una fortificación.El historiador Francisco Antonio Villaamil y Logares (1672-1732), en un manuscrito histórico escrito a principios del siglo XVIII que trata sobre la historia del antiguo concejo de Castropol, concluye que el castillo del Fiel fue el antiguo centro de poder de los tenientes de Honor del Suarón, Tenente Asturiis quienes comitis Asturias. 
«Y en la restauración acá, mirando las historias haber el victorioso Pelayo desde Covadonga donde la empezó corriendo lo de Cangas y Tineo y apoderándose de los castillos comarcanos hasta ponerse en frontera en las Asturias, que ninguna era más fuerte que la que las hace las aguas del Eo en nuestro distrito Castropolano, en cuyo fin hizo el fuerte del Fiel Fruela su sucesor, como indican letras que en él se hayaron cuando las casas consistoriales junto a él se reedificaron».
En la Alta Edad Media la tenencia del Honor aparece vinculada a la voz del rey y en sede apelación al merino de Asturias que parece estar ubicado en Tineo, de esta manera encontraremos referencias al Comitis Petro Pelagi de Tineo que comparte con el Honor de Suarón en la divissio del territorio hacía el año 1050. Muy posteriormente en otra donación en lengua gallego portuguesa se cita como tenentes Alvar Rodriguez tenente Asturas en 1162. También en otra donación realizada por Onega Ramírez en la que cede sus heredades en la villa de Bullaso, junto al Río Navia, a la comunidad de Oscos el 27 de junio del año 1163 en el que se nombra Petrus comitis in Asturias in Tineu et in Naabia, posiblemente en el Honor de Grandas.  La situación resultó bastante compleja en los años siguientes, Álvarez Villaamil señala el documento de agravio que dirige el merino al abad de Oscos en 1242, en dicho documento García Rodríguez en ese tiempo merino del rey en Asturias ordena al tenente del obispo, Gonzalo Menéndez, que devuelva el monasterio la heredad de Villaamil, desautorizando el uso que hacía para el de su nombre y del Rey.
Según el citado autor, hacia la segunda mitad del siglo XIII este cargo se institucionaliza en la figura del merino real, compartiendo en ocasiones la tenencia de Tineo con la de Entrambasaguas.En 1263 y 1265 aparece citado Álvar Pérez, llamado el calvo, quien aparece como merino del adelantado del Rey de León, Guter Suárez. El mismo actúa, pero ya como merino en Tierra de Tineo y de entre Euve et Nauia sobre la reclamación del Monasterio de Villanueva de la ocupación de su heredad de Guiar llevada a cabo por el caballero Alfonso Raimúndez. En 1267 paraece ya otra vez como merino Alvar Pérez de Corias.
Junto a estos regímenes señoriales, el territorio aparece dividido en diversas mandaciones, en los que presenta una importancia muy destacada los monasterios e institutos eclesiásticos, así los monasterios de San Martín de Mántaras, San Salvador de Tol, Santa María de Cartavio, Santa María de Miudes y posteriormente el de Villanueva de Oscos continuador de otro anterior situado en Santa Colomba.
Ante el debilitamiento de estas primitivas estructuras feudales, el poder episcopal pretenderá aglutinar en torno a sí a los institutos eclesiásticos, muy extendidos desde antiguo en la comarca. Los obispos ovetenses a partir del siglo XII empiezan a articular las bases del poder político bastante fragmentado a través de la consolidación de sus posesiones en la mandación cartaviense y en el monasterio de Tol. Sin embargo, estos intereses no se van a consolidar definitivamente sino hasta la adscripción del núcleo de poder de la comarca centrado en torno al castillo de Suarón. Así, por un acuerdo adoptado el 2 de enero de 1154, en las Cortes celebradas en Salamanca por el rey Alfonso VII, se confirman las cesiones que se habían venido efectuando al obispo de Oviedo, y se hace donación a Martino II y a su Iglesia, entre otros bienes, del castillo de Suarón («...de illo castello de Sueirum quod est intre (sic) fluuium de Oue et fluuium de Nauia...») con todos sus términos, sus regalías y jurisdicciones. 
La entrega de estos territorios a la Iglesia de Oviedo no suponen un cambio en la adscripción territorial sino un cambio en su estatus jurídico: dejan de ser realengos, es decir, de depender directamente del Rey, y pasen a ser episcopalías, es decir, a depender administrativamente y no sólo desde el punto de vista religioso del obispo de Oviedo. 
Alfonso VII buscó durante todo su reinado estrechar lazos entre la corona y la Iglesia empleando la donación y el patronazgo pero sobretodo, como es ahora el caso, mediante la intervención en conflictos eclesiásticos. Los Obispados de Lugo y Oviedo llevaban cerca de un siglo pleiteando pues el Obispado de Oviedo poseía, fruto de donaciones en tiempos anteriores, extensas propiedades en Lugo que ahora el Obispo del lugar reclamaba. Aquella concesión en 1154 es un traspaso de poderes en el que el rey busca compensar al Obispo de Oviedo otorgándole el control administrativo del lugar (la tierra ya no será regida por tenientes sino por el propio obispo, quien podrá legislar y recaudar en nombre del rey) dos semanas después, el 19 de enero de ese mismo año, aún se produce una posterior avenencia entre el obispo de Oviedo, Martinus, y el obispo de  Lugo, Iohannis, concediéndole a este las tierras gallegas sobre las que tenía jurisdicción el de Oviedo, y a aquel «las terras et conceios de Ribadeo et de las Regueras». (Fol 24rº - 25vº Regla Colorada). No resulta extraño, por tanto, la existencia de sendos documentos, que se otorgan en el mismo mes y año; se trata de una intermediación real para solventar definitivamente la cuestión. Y es que si el obispo transigió en sus derechos es porque algo recibió a cambio de las expectativas que tenía en estos territorios, territorios que por lo demás resultaban bastantes problemáticos para la autoridad real. Fita Colomé trata de la relación entre ambos documentos y recoge la siguiente cita del padre Risco, en la que ya se deja ver el carácter de aquella donación, «se hizo escritura pública en 14 de enero de dicho año (1154), y en ella dice el Emperador que estándole encargado el amor á las Iglesias de Dios y el celo por su paz y concordia, hacia aquella escritura de donación y confirmación con el consejo del Arzobispo de Toledo Juan, Primado de toda España, y de casi todos los Obispos de su Imperio, y de los Condes y Príncipes, todos los cuales firmaron el instrumento con tal orden, que Sandoval con haber visto muchos privilegios, asegura no haberlo hallado semejante». Se debe de apuntar que todo esto lo dice el Emperador, no en la escritura de concordia entre los dos Obispos, sino en la de donación que hizo al de Oviedo.
Es decir, el territorio ya era dependiente en lo religioso del obispado de Oviedo, no solo aquel actual del Eonavia (que sigue siéndolo) sino también 27 parroquias de la actual Lugo, que lo fueron aún hasta 1953. Sin embargo, el poder político del obispo en el espacio comienza a desparecer con las reformas borbónicas del siglo XVIII y se extingue definitivamente con la abolición en España del Antiguo Régimen en la primera mitad del siglo XIX.
Dicha condición se extiende al Honor de Grandas por otra donación de 1186. El territorio de Grandas se libró inicialmente del poder de los obispos, al no haber sido comprendido en la donación de 1154. Esta donación se refería tan solo a la Tierra de Ribadeo y las Regueras, no siendo sometido al señorío jurisdiccional de la Iglesia de Oviedo sino hasta el año 1186. Este territorio constituye la única demarcación del territorio asturiano entre los citados ríos junto con el Coto Monástico de Villanueva de Oscos que no se vinculará directamente a estos centros manteniendo durante algún tiempo su marginalidad. No fue sino Fernando II, quien en el año 1186 otorgará a la iglesia de Oviedo las tierras de San Salvador de Granda y el castillo de Burón, completando así el poderío episcopal sobre el territorio de Entrambas- Aguas. El antiguo arciprestazgo del Honor de Grandas de Salime, continuador de aquella demarcación administrativa, comprendía veintitrés parroquias comprendidas entre los concejos de Allande, Grandas de Salime, Pesoz, Illano y Negueira de Muñiz (provincia de Lugo). La diferenciación de la tierra de Grandas del resto de los territorios de Entrambasaguas como una demarcación administrativa independiente es evidente en tanto que no se incluye en el alfoz de la puebla de Castropol. También se evidencia en la diferenciación que el obispo Sancho hace de sus encomiendas. Así en 1368, consta documentado como está queda otorgada a Alvar Pérez Osorio, señor de Villalobos. Ya en 1246, se documenta como encomendero en Pesoz, incluido en la tierra de Grandas, a Pedro Díaz.

## La carta puebla de Castropol y el Fuero de Benavente
Con la finalidad de reprimir la rebeldía de los vecinos, en torno a la Puebla de Revoredo, la intervención del obispo en la vida de la comarca comienza con la constitución de una nueva puebla en el lugar de Castropol. En torno a esta nueva puebla es donde se van a localizar los poderes episcopales en la comarca y será también donde se asentará el castillo de Fiel, sede de los comenderos de los obispos ovetenses. Las ruinas de este castillo permanecerán visibles en la villa hasta bien entrado el siglo XIX.
De la precariedad del poder episcopal en el territorio que fue objeto de donación por los acuerdos de 1154, resulta las distintas admoniciones que se dirigen a los vecinos para que renuncien a sus costumbre y tradiciones. Por tal razón, los vecinos acuden al Rey, que remite dos cartas fechadas en Palencia en 1287 y otra en Medina del Campo en 1292, en que se ordena al obispo que se respeten a los jueces y alcaldes de la Puebla de Revoredo. Posteriormente, sin embargo, se recibe otra carta fechada en Carrión a 2 de abril de 1292 en el que se requería los vecinos para «"bayan al juzgado de aquellos juices y alcaldes que posier el obispo de Oviedo, ó quien el mandar... e no lo dexen de facer por ninguna otra mi carta que fuese dada fasta aquí». La situación es tal que en ese mismo año se libra la carta de excomunión por el obispo Miguel carta de excomunión frente a los cuatro jueces y el notario que gobernaban el partido de Castropol, exhortando a todos los habitantes de la Tierra de Ribadeo para que renunciando a sus fueros usos y costumbres se sometiesen a la autoridad episcopal bajo la indicada pena de excomunión. José Ramón de Luanco señala como esta medida terrible, que privaba a los vecinos de todo auxilio espiritual, aún continuaba vigente en 1381, pues según el artículo 15 de la Ordenanza de aquel año se ordenaba: «otro si mandamos que qualquier edificio pierda la casa que ficiere y todo lo hoviese y el cuerpo sea a la merced del obispo, y más ponemos en ellos sentencia de excomunion y mandamos a todos los capellanes del nuestro obispado so pena de la nuestra mecede que guarden entre dicho do quier que acaecieren los moradores de Lignera».
Para promocionar la autoridad del obispo y menoscabar el poder de la puebla de Revoredo, los obispos van a crear una nueva puebla independiente de la de Revoredo evitando así los poderes que de hecho venían haciendo los vecinos. A tal objeto conceden condiciones muy ventajosas a quienes se instalen en la localidad mediante la concesión del Fuero de Benavente y la posibilidad de participar en los repartimientos que siguieron a la constitución de la Villa. La carta puebla de Castropol, fue otorgada por el obispo de Oviedo, Fernando Alonso Peláez a los moradores de la tierra de Ribadeo el 19 de enero de 1299, pero es en el documento que se fecha el 21 de septiembre de 1300 el realmente determinante para la constitución de lo que será el Concejo. En las 18 cláusulas que se contiene este documento se relacionan detalladamente el pago de la martiniega, reservas de dominios y aprovechamientos exclusivos del obispo, nombramiento de justicias y oficiales concejiles, reconocimiento de vasallaje, defensa de las cosas del obispo y de la Iglesia de Oviedo, prestación de homenaje derecho de alojamiento y yantar, dando al obispo la iglesia de la puebla y el sello del concejo. A la constitución de la nueva puebla la sigue en 1307 la división en «quadriellas», forma de repoblación sui generis que se hallaba directamente ligada al tipo de sociedad vinculada al fuero de Benavente. El reparto lo hacía una comisión de hombres buenos que tenían que cumplir con las obligaciones establecida por el obispo de residir en la puebla y construir en ella sus casas. El afán del obispo de crear la puebla en el lugar de Castropol sin que su población se dispersase, y la idea de centralizar todas sus actividades en ella se pone de manifiesto en una de las cláusulas de dicho documento cuando dice: «sy alguno embargar a alguno quadrellero su quadriella que todo lo amparen e lo defiendas con ella e si alguno quisiere vender quedrella que la venda o omen morador en la pobla en atal que la venga luego morar» El 5 de junio de 1355 y el 26 de junio de ese mismo año tiene lugar un nuevo reparto de quadriellas hecho por el Juez Ares Gómez, Menénd García, Arias Pérez, Pedro Fernández, García Alfonso y Menén Suárez de Presno. El registro de los pobladores de Castropol en los años 1307 y 1355 es aproximadamente de cien, procedentes en su mayoría de las poblaciones cercanas a la nueva puebla y algunos de zonas interiores bastante distantes (Oscos, Boal e Illano), sin que según Ramona Pérez de Castro se halla podido probar la presencia de pobladores extraños al Concejo. Los cuadrillerons tenían obligación de vivir en la Villa y dentro de sus muros con casa abierta, según resulta de las prevenciones a la adjudicación de quadriellas y del art. 9 de las ordenanzas de 1377 «iten por cuanto nos gran tiempo ha mandamos que fasta cierto tiempo que es ya pasado los que tienen plazas en este nuestro lugar de Castropol edificasen y poblasen la dichas casas sopena de perder las quadriellas». Según José Ramón de Luanco esta era la gente de confianza de los obispos según se conoce entre otras cosas por el artículo 12 de la ordenanza de 1381 que se refieren a las antiguas, y que se señala «iten otorgo el ordenamiento en fecho que ningún no entre en la pobla con más de tres o quatro, y que no metan armas ningunas en la Pobla y sino que las pierdan y pierden más en pena seiscientos maravedís, pero que los moradores de esta pobla que no ayan esta pena»..
El cambio de la capitalidad del concejo no debió ser pacífica, así en el año 1313 se documenta el caso de varios vecinos del concejo de Ribadeo que reconocen ante el obispo de Oviedo Fernando Álvarez haber violado los pactos establecidos entre el concejo y el señorío eclesiástico, haciendo puebla en Revoredo sin autorización episcopal y ganando del Rey fraudulentamente privilegios favorables a esta iniciativa. Para salvar la situación creada el obispo de Oviedo Fernando Álvarez concede al concejo de la Puebla de Castropol, el 21 de junio de aquel año, el Fuero de Benavente, delimita su alfoz por los límites fijados en la carta de población otorgada por antecesor Fernando Alfonso y dispone que las apelaciones de las sentencias dictadas por los jueces de aquella puebla se lleven a los obispos o a sus vicarios.

## Revueltas contra la autoridad episcopal y modificación de las ordenanzas del Concejo
El 23 de marzo de 1368 el obispo Sancho nombra a Alvar Pérez Osorio, señor de Villalobos, como «gobernador» de la tierras de Ribadeo y Grandas. Sin embargo, este Alvar Pérez Osorio, según señalan las crónicas «abraso a los vecinos con impuestos, provocando revueltas y destrozos». Según resulta de la avenencia posterior de 1376, Pérez Osorio luego de tomar posesión de su cargo, impone a este territorio una contribución de 12.000 maravedíes, bajo el nombre de manjar, lo que provocó las quejas de los vecinos.
Esto dio lugar a una reordenación fundamental de las bases del poder episcopal. De este modo, en 1376, con ocasión de la llegada del obispo Alfonso a la Poba de Castropol para la pacificación del Concejo, se produce una modificación substancial de las ordenanzas municipales, que van a dar carta de naturaleza a los poderes concejiles. Esta reglamentación del concejo viene motivada por los excesos que soportan los vecinos, o como se señala en la misma ordenanza, 

por quanto los pobladores de dicho concejo están agraviados y apremiados por las guerras del tiempo pasado, y los menesteres y pedidos de nuestro Señor el Rey.

 En las nuevas ordenanzas dadas por el Obispo, luego de hacerse admonición de estos excesos, se fijan tanto las cargas episcopales como de la concurrente administración real, concretando la aportación que deba hacerse a unos y otros. Se reitera además en varias ocasiones la limitación de los derechos episcopales, excluyendo a este en la recaudación de cualquier otro recargo más que los correspondientes a sus derechos de encomienda.
Estas medidas no impidieron a Alvar Pérez seguir cobrando tributos que no le pertenecían, mientras que a los diez fieles del concejo que 

dieron e ficieron dar e consentieron que se diese este año en que estamos al dicho Alvar Peres, son nombre de manjar quantía de doce mill marafedís desta moneda que agora corre.

 los condena el obispo Alfonso a pagar por desobediencia a su mandato doce mil maravedíes quedando destituidos de sus cargos. Ante la indignación de estos por la destitución reclamaron al comendero la cantidad que les exigía el obispo, pero aquel envió a sus gentes con armas para atacarlos. Comenzaron desde entonces una serie de enfrentamientos entre unos y otros con muertes robos, quemas y destrucciones.
Se encontraba latente en estas disputas un cambio sustancial de las estructuras sociales que se produce en la sociedad asturiana durante la Baja Edad Media. La fórmula del obispo Rodrigo Álvarez de un señorío extenso con merindad, fue sustituida, sobre todo a partir del mandato del Obispo Gutierre de Toledo, por una lugartenencia que otorgaba al obispo poderes de gobierno completo. Podía convocar Juntas de Procuradores como ya hiciera en 1378. Al amparo de esta situación pudo ampliar el espacio del señorío episcopal en detrimento de otras instancias intermedias.
El otorgamiento del Fuero de Benavente y la posterior modificación de las ordenanzas de 1376, había determinado una dependencia propia de los vecinos respecto del obispo y la supresión de las instancias feudales interpuestas, dando lugar a una generalización de la condición de hidalguía. Esto será causa de la disputa entre fijosdalgos y escuderos respecto a la subsistencia de los vínculos de vasallaje y la dependencia que estos últimos afirmaban tener sobre los primeros. Así resulta de sendos requerimientos fechados el 23 de diciembre de 1377 y 3 y 28 de enero y 1 de febrero de 1378, en el que el obispo Gutierre de Toledo, advierte a todos los hombres del concejo que no pueden ser vasallos de ningún caballero, ni escudero, por serlo de la Iglesia de Oviedo. Durante las tenencias posteriores de Ordón Roiz de Villarquirán, Juan Alfonso de Cangas y Juan Alfonso de Navia, se suceden la disputas con los fijosdalgos y escuderos. Estas disputas trasciende fuera del ámbito local, así en julio de 1381 el rey Juan I, manda a los concejos, jueces, hombres buenos, fijosdalgo y foreros de las tierras del obispo de Oviedo no pongan justicias ni oficiales en dichas tierras por mandado el conde Alfonso su hermano, ni le den a este viandas, ni yantares, ni le paguen pedidos, ni tributos, pues los hombres que las habitan son vasallos del obispo y no del conde Alfonso.
Estos nuevos desórdenes dieron lugar a una nueva intervención episcopal, así con motivo de las disputas entre los partidarios y opositores al obispo, se concertó pleito de homenaje como agradecimiento del perdón que este dio por los homicidios, robos y daños que se habían causado mutuamente, dando lugar nuevamente a la modificación de las ordenanzas por el obispo Gutierre de Toledo, el 20 de diciembre de 1381, en las cuales se fija de un modo más amplio y detallado el derecho local de la puebla y las relaciones de sus habitantes con el señorío episcopal a quienes se encontraban sometidos. Las citadas ordenanzas confirman lo establecido al respecto en las anteriores de 1376 dadas por el obispo Alfonso cuando dice: 

Otrosí, otorgo e mando que vala e sea gardado lo quel obispo don Alfonso ordenó e mandó en fecha de las plaças de la pobla e de las quadriellas de la tierra por cuanto las non poblaron según que eran tenidos e lo él mandó e por ende lle las avía resçebidas.

 Expresión de esta costumbre inmemorial lo encontramos documentado en las ordenanzas de 1376, que expresamente confirma como derecho y costumbre de la tierra:

Item mandamos que las veudas deste concejo que non tovieren lavrador en su casa que non paguen pecho nin pedido nuestro nin otro alguno, e esto por que es derecho e costumbre de la tierra».

En su condición de jurisdicción episcopal la participación de la villa en la Junta General del Principado, órgano representativo de los concejos asturianos para la defensa de sus intereses frente a los grandes señores, es escasa. Según el testimonio de José Ramón de Luanco en el año 1378 se hallan presentes los comenderos del Concejo en la Junta General del Principado que se celebró en la sala capitular de San Salvador asistiendo a ella dos diputados del Concejo de Castropol para resistir las pretensiones de Alfonso Enríquez conde de Gijón y de Condado de Noreña sobre arbitrios que quería imponer a las tierras de realengo y obispalía. La representación de Castropol en las juntas está más clara en la que se celebró en Avilés el año de 1444, estando presentes en ella Lope Menéndez de Valdepares, Rodrigo Álvarez Castrillón y Lope Ossores de San Julián de Castropol. Según Pérez de Castro, antes de que los concejos fuesen redimidos no solían asistir a muchas de las juntas, esto dio lugar a que quedase reducido el número de votos en relación con los restantes partidos asignándosele el quinto de los votos, es decir unos ocho votos. Así, cada obispalía tenía unta tercera parte del voto reuniéndose para ejercer ese derecho por grupos de tres, en 8 secciones distintas. Después de la redención los concejos de Castropol estaban unificados en un solo por lo que le correspondía 1/3 del voto de toda la obispalía.

## Organización del Concejo
A diferencia de otras polas asturianas, no se encuentra en el concejo de Castropol una distinción propiamente dicha entre el alfoz y la pola, al existir una continuidad entre el campo y la ciudad, como consecuencia del tipo de poblamiento disperso propio de la comarca. Así, cuando se produce el proceso desamortizador como resultado de la redención llevada a cabo por los vecinos, la aportación de las parroquias resulta tan importante como la propia puebla. El dominio de la villa sobre su alfoz quedaba expresado, ante todo desde el punto de vista económico, por las propiedades que el concejo o sus vecinos poseían en él, y sobre todo, en la prohibición de libre comercio, la necesidad de su canalización obligatoria a través de la puebla y la existencia de un tratamiento tributario a favor de la villa. El control político sobre el territorio se ejercía ante todo desde el punto de vista jurisdiccional al ser el alcalde mayor la última instancia en la mayoría de los procesos. En ese sentido, la actuación de los agentes concejiles en el alfoz guarda cierta ambivalencia: no solo son representantes del señorío concejil sobre su propia tierra, sino también del poder episcopal. Como representante del poder eclesiástico y en virtud del señorío que ejerce sobre el alfoz, el concejo impone a este la obligación de pechar con él. Es de suponer que el reparto de las cantidades que debían de pagarse favorecería a la villa sobre las parroquias, pues se registran bastantes conflictos con motivo del pecho y otras imposiciones, como la de soldada del juez. Otro tipo de imposición económica era la ejercida mediante la obligación de utilizar las pesas y medidas del concejo, y de acudir al mercado. Esta última obligación suponía además el cobro de unos derechos por parte de la villa, pues por lo común, los habitantes de un alfoz debían pagar portazgo por las mercancías que entraran en ella. Sin embargo, esto tampoco impide que determinadas zonas del alfoz estén exentas de esta obligación.
No existen por el contrario, aquellas otras notas por las que Ruiz de la Peña caracteriza la vinculación del Concejo sobre su alfoz relativa al monopolio de los cargos concejiles de los moradores de la puebla. Del examen de la documentación del conflicto de los escuderos contra la autoridad episcopal, que se produce a principios del siglo XIV, observamos que entre estos se encuentran gentes de Coaña y Castrillón (Boal). También en el registro de pobladores de Castropol de 1305 y 1355, si bien la mayoría de las gentes que se asientan proceden de los pueblos cercanos, también los hay de algunas zonas interiores más distantes Oscos, Boal, Illano, etc. En cuanto al ejercicio de la justicia propiamente dicho, los alfoceros debían acudir a juicio a la villa únicamente en supuesto de apelación de las decisiones de los alcaldes ordinarios. Así lo establecen los fueros que siguen al de Benavente, y así lo confirma la documentación posterior. Es de suponer que tratándose de conflictos por el pago de imposiciones el concejo trataría de juzgar a su favor, lo que explicaría también las tensiones que se observan frente a la autoridad episcopal.

## Cargos y oficios del Concejo
En la tierra de Ribadeo y Puebla de Castropol la organización estaba constituida, además de por una asamblea vecinal, por magistrados, (jueces y alcaldes) y por un número importante de oficiales de rango inferior, cada uno de los cuales tenía asignadas unas funciones determinadas para el buen funcionamiento de la villa concejil.
El alcalde mayor era el magistrado supremo dentro del concejo con jurisdicción civil y criminal que se extendía tanto al concejo de Castropol como al de Grandas, aunque cada uno de estas villas tenía su propia asamblea vecinal. La elección del cargo de Alcalde mayor la hacía el obispo, aunque la posesión era dada ante el concejo formado por el anterior Alcalde y Justicia Mayor, sus lugartenientes, jueces ordinarios regidores y varios vecinos de la villa y concejo. Se conserva el acto de constitución de varios de estos alcaldes como un acto solemne, que se verificaba primero ante el anterior alcalde y al representante del obispo a quien se hacía pleito de homenaje y se prestaba juramento, para posteriormente tomar posesión en concejo abierto ante todos los vecinos. La toma de posesión del Alcalde Mayor, se verificaba previa presentación de tres fiadores que habrían de responder de la gestión de aquel. El cargo habría de ejercerlo no solo en la fortaleza y villa de Castropol, sino también en Grandas y todas las demás villas, concejos y lugares de la jurisdicción y partido que pertenecían al obispo. Como obligaciones se le imponía la de conocer y determinar en primera y segunda instancia de todas la causas civiles y criminales y las demás que de derecho y costumbre le pertenecen, guardando el orden requerido y mandado en los capítulos de corregidores y jueces de residencia. También figura como obligación de residencia y la de prestar pleito de homenaje.
Junto al alcalde mayor que constituye el juez de alzada existen cuatro jueces ordinarios que eran designados por los vecinos en el primer día de reunión de la asamblea vecinal o en el siguiente. Era competencia de los jueces conocer en primera instancia de lo civil y criminal, y de las alzadas antes los alcaldes ordinarios y los alcaldes de hermandad. Cada uno de los jueces nombraba un ejecutor mientras que el alcalde mayor, él solo, designaba cuatro. El total de los ejecutores era ocho. Tanto los ejecutores de los jueces como los del alcalde mayor tenían que prestar fianzas "llanas" o "abonadas". No pudiendo desempeñar sus oficios hasta no cumplir este requisito, siendo designados junto a aquellos fiadores que respondían con su bienes y personas. También era obligación la de residir en el lugar, cumplir bien sus cargos y no llevar derechos demasiados.
En el interrogatorio que da a conocer los derechos y justicias del concejo conservado en el Archivo de Castropol, se señala que son «quatro los jueces ordinarios y que en todos estos partidos cada persona tiene voto y en conformidad nombran cada partido dos personas que llaman cobres a los que nombran en conformidad son avidos (sic) y tenidos por tales jueces y conocen de civil y criminal en primera instancia». Se señala también «que en las dichas elecciones tanto voto tiene el pobre como el rico en igualdad». También se indica que los partidos que no hubiesen concurrido en estado eleccional y aquellos otro que como Tapia no votan, «ningún juez de los ordinarios podían entrar con ellos ni su partido, ni conoscer de sus causas si no solo el Alcalde mayor». Para la designación de los cuatro jueces ordinarios concurren juntos los partidos de Riberas de Arjuda, Ruifrio y Valdemiudes que designan un juez y Abres y Veigas de Bria que designan otro, siendo designado uno por Castropol y las feligresías agregadas y el otro por la Vega de Ribadeo y Taramunde e Ouria de Bres.
Además de los alcalde ordinarios nombrados para la Puebla había también alcaldes en el resto de las feligresías que componían el término. Por debajo de aquellos se encontraban los denominados alcaldes de hermandad quienes estaban encargados de mantener el orden público y perseguir a los malhechores, juzgando delitos menores mediante un procedimiento sumario y la aplicación del castigo correspondiente. Los alcaldes, junto con el concejo tenían derecho a los 2/3 de la "voces y las indicias", siendo el 1/3 restante para el obispo.
Respecto de la elección de escribanos, los vecinos elegían a los escribanos del ayuntamiento, mientras que el obispo las escribanías públicas. A la justicia y regimiento de la villa de Castropol iban las apelaciones de los jueces ordinarios, hasta una cantidad de 10 000 mrs. La villa era la que hacía el repartimiento de alcabalas en todo el concejo así como quien las cobraba, también repartía y cobraba la moneda de pecheros y hacia los padrones cada siete años. Del mismo modo controlaba los repartimientos de puente o camino que S.M. mandaba.

## División en Partidos
La distribución territorial del concejo se realizaba en partidos los cuales a su vez se dividían en parroquias. Pese al intento de la autoridad episcopal de reforzar la autoridad de la villa en detrimento del señorío colectivo del concejo, tal preponderancia, no obstaculizará a que los partidos tuviesen su propia organización. Los partidos disponían también de su propio término.
En las elecciones a cargos concejiles se significa de diversos modos estos partidos significándose principalmente los siguientes:
- Castropol que agrupaba a las feligresías de Piñeyra, Moldes, Seares, Presno y San Martín de Oscos.
- El partido de Barres o Veigas de Bria que comprendía la actual parroquia de Barres desde la localidad de Figueras hasta el Porcía. Concurría en este partido también el de Abres.
- El partido de la Vega de Ribadeo con Taramunde y Ouria de Bres, que comprendía la mayor parte del concejo de Vegadeo y el actual concejo de Taramunde.
- El partido de Ruifrio y Cartavio que comprendía lo que es el actual concejo de Coaña.
- El partido de las Riberas de Arjuda o Riberas de Armal que comprendía Boal e Illano.
- El partido de Valdemiudes que comprendía el actual concejo de El Franco.

El número de partidos variaba según la representación remitida a la puebla, atendida la enorme extensión del concejo y el carácter de las cuestiones que eran tratadas, sin embargo cuando se procedía al nombramiento de jueces ordinarios eran siempre cuatro los cuales se agrupaban en la forma indicada:
- Un juez por Castropol y feligresías agregadas: Piñeyra, Moldes, Seares, Presno y San Martín de Oscos.
- Un juez por la Vega de Ribadeo con Taramunde y Ouria.
- Un juez por Valdemiudes, Riofrio y Armal, y
- Un juez por Veigas de Bría y Abres.

## El campo del Tablado

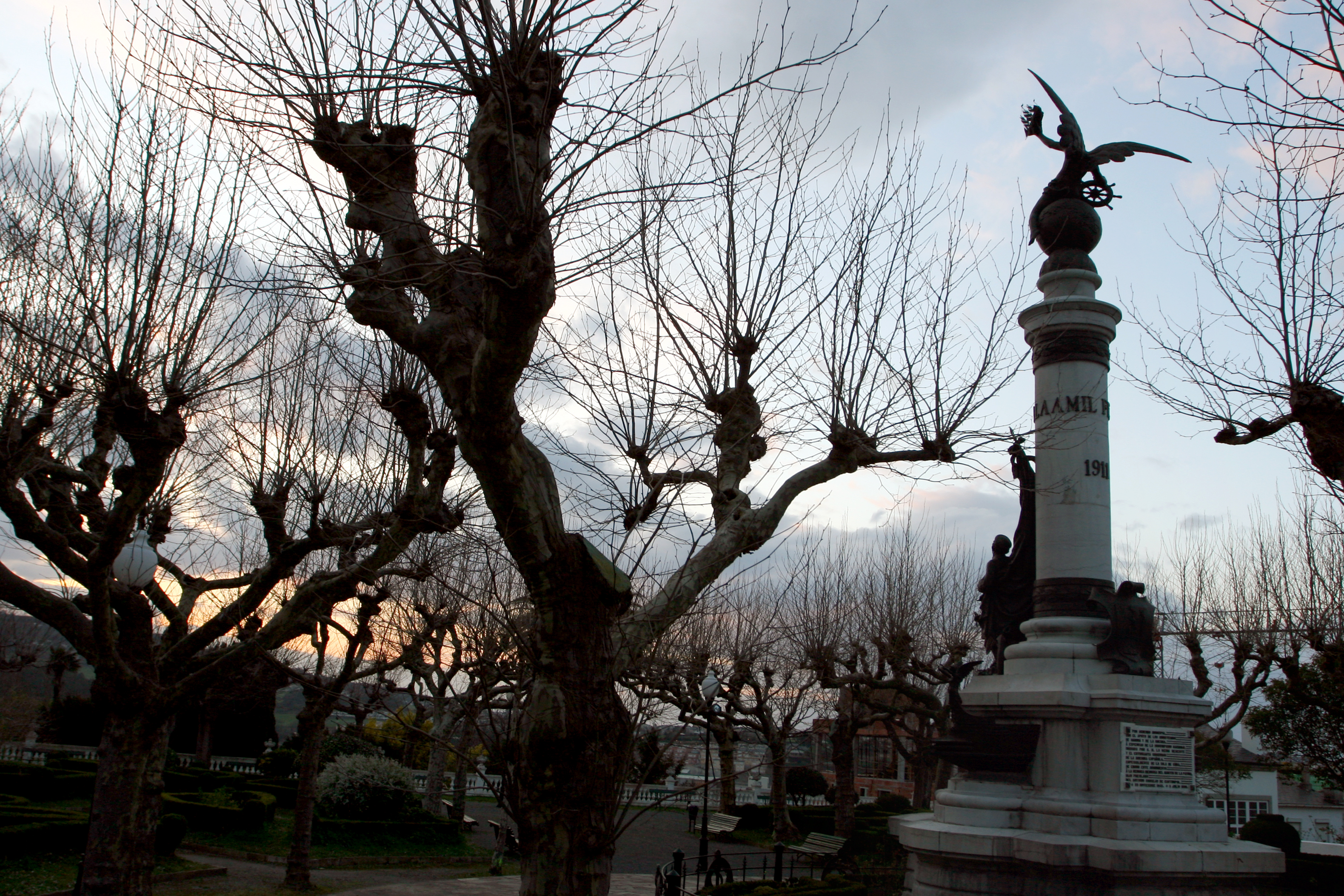
El actual parque Vicente Loriente. En este lugar, junto a la capilla del campo, extramuros de la villa de Castropol, es donde se ubicaba el Campo del Tablado

Pese a la existencia de un cuerpo normativo escrito relativamente extenso, la vida de los concejos se ordenaba fundamentalmente conforme a la costumbre inmemorial. Esta costumbre se expresa sobre todo en las solemnidades de elección de los cargos concejiles, pero también la encontramos presentes en los más variados aspectos como en las formas de celebración del matrimonio. Así, en un documento fechado el 10 de julio de 1523, el concejo recurre contra el obispo Diego de Muros la pretensión del obispo de imponer a los vecinos del dicho concejo las ordenanzas que Hernando de la Vega, hizo para la ciudad de Oviedo el 17 de abril de 1494 a petición de los Reyes Católicos y que los vecinos recurren por estimar: «que este capítulo contiene en sí notoria injusticia por que se ha de guardar en el dicho concejo la costumbre que de inmemorial tiempo ha esta parte se ha guardado en hacer las dichas elecciones de los dichos jueces que es diversa de la costumbre de la dicha ciudad de Oviedo».'' Los motivos de impugnación aluden en primer término a un tema recurrente en la comarca, que es el de la consideración y reconocimiento que deba darse a los llamados fijosdalgos notorios, aquellos que tienen esta condición de modo inmemorial y no por título, de modo que deban de ser recibidos y tener las mismas preeminencias que el resto de los Cavalleros y fijosdalgos del Principado. El otro motivo de recurso que se alude es el modo de designación de los cargos concejiles por el sistema a suertes prevista en las Ordenanzas de Hernando de la Vega en vez del sistema de libre elección seguido de forma inmemorial en el concejo.
Dentro de esta organización del Concejo básicamente de carácter consuetudinario presenta especial relevancia la reunión de los vecinos en el Campo del Tablado, en la misma los vecinos se reunían sin distinción entre la puebla y el alfoz en partidos, mediante representantes elegidos en un complicado sistema de votación que hoy conocemos por las ordenanzas de los pueblos, fundamentalmente las de Castropol, Boal y El Franco. Mediante este sistema de representación los cobres, o representantes de cada uno de los partidos en que se dividía el concejo y que eran designados en la propia junta, se reunían a puerta cerrada, y procedían a la designación de los cargos concejiles.
El concejo se reunía todos los años el día de la ascensión, llamado por pregón, a son de campana tañida en el Campo del Tablado, extramuros de la Puebla de Castropol y frente a la capilla del campo, en el actual parque Vicente Loriente de la Villa. Los vecinos agrupados en sus respectivos partidos, que aun siendo seis, a la hora de votar eran solo cuatro, por agruparse el de Abres con el de Veigas de Bría y el de Riberas de Armal con el de Valdemiudes, nombraban los cobres de entre los hombres buenos del concejo. Cada partido nombraba dos cobres.
En la asamblea vecinal o concejo propiamente dicho, se discutían los más diversos temas, vistas de desagravios, reclamaciones del concejo, regulación de precios monterías y cacerías de lobos, etc. Ruiz de la Peña, señala como funciones del mismo las siguientes:
a) La validación de actos jurídicos otorgados por los vecinos.
b) El establecimiento de normas de general obligatoriedad para la regulación de aspectos diversos de la vida local.
c) Elección y renovación anual de los cargos municipales.
d) Aforamiento admisión en la comunidad local de los nuevos vecinos.
e) La adopción de acuerdos por delegación de competencias para la realización de determinadas gestiones de interés general, y
f) La adopción de acuerdos extraordinarios o que por su importancia y repercusión en el desenvolvimiento de la vida local hacían aconsejable la asistencia y conocimiento de los vecinos.
En el Honor de Grandas debió de existir una asamblea semejante de la que únicamente tenemos conocimiento de que se reunía el día de la Asunción de la Virgen. Con todo, los obispos debieron de concentrar en Castropol todos los poderes judiciales y administrativos y, así, en las actas del campo del tablado de la primera mitad del siglo XVI se señala a los justicias del concejo con jurisdicción en Castropol y Grandas. Lo cierto, es que luego de la desamortización Grandas queda adscrita al concejo de Castropol, como resulta del examen del Catastro de la Ensenada, en el que a la primera pregunta se responde tanto en Grandas como en Salime que se encuentran agregados al de Castropol en cuanto a rentas, alcabalas, millones y demás.

## La reforma de las ordenanzas del Concejo: los nuevos capítulos de 1517

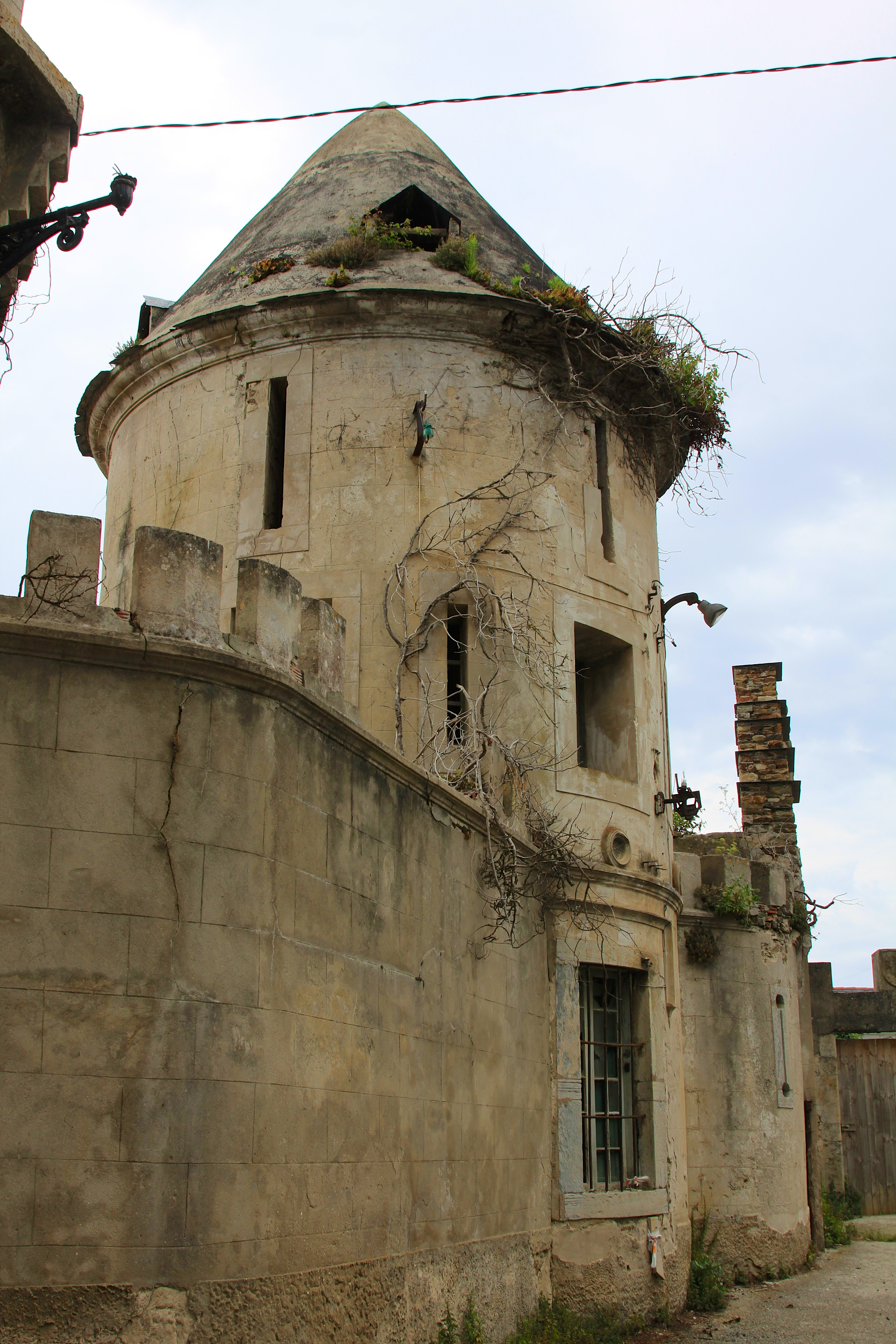
Palacio de los Pardo Donlebún. La casa de Donlebún es una de las grandes familias que protagoniza las reuniones del Campo del Tablado

A finales del siglo XV, se producen cambios muy importantes en la vida municipal de los concejos asturianos. En el año 1494 se inicia en Asturias una modificación substancial del régimen municipal con motivo de la aprobación de las ordenanzas de Hernando de la Vega para la ciudad de Oviedo. El sistema se fundamentaba en la designación por suertes de los cargos y oficios municipales, sistema que venía a sustituir al régimen de elección indirecta tradicional en la mayor parte de Asturias. En virtud de dichas ordenanzas los regidores cesantes eran los que elegían a los nuevos y el resto de los oficios se elegían por un sistema mixto, a voz y a suerte, en el que cuatro de ellos son elegidos por suertes quienes a su vez hacían de electores para la designación del resto. Tal pretensión se enmarca dentro de la línea a reforzar la autoridad episcopal que de hecho se encontraba en manifiesto declive. 
Durante los dos primeras décadas del siglo XVI se produce una crisis de la autoridad de los grandes señoríos asturianos, ya de suyo muy debilitados en las centurias precedentes, y un reforzamiento de los poderes municipales. En el caso de los concejos de episcopalía esta crisis se manifiesta en la pérdida del favor del Consejo Real del obispo Diego de Muros Esta pérdida del favor real es consecuencia de ciertas inmoralidades del clero asturiano de las que el obispo fue acusado por no saber reprimir, y que darán lugar a una serie de incidentes durante el año 1515 que enfrentarán al Obispo con los hidalgos de Oviedo y muy particularmente con el corregidor de la ciudad, Hernán Hurtado. Estos hechos motivaron, a que en el invierno del año de 1515, el obispo se traslade fuera de tierras asturianas, fijando de su residencia en Benavente, localidad fuera del Principado pero dentro de su diócesis, en donde permanecerá por lo menos hasta marzo de 1516. Es este clima de debilidad de la autoridad episcopal, el que da lugar a que por los opositores al obispo se sugiera la designación de Miguel Cabrera como juez episcopal en la Tierra de Castropol y Grandas, y junto a este a los alcaldes mayores, García Praderas, Arias Fernández de Miranda y Luis Morón de Ribera. La intendencia de Juan Sendín causó nuevas querellas y pleitos en el Señorío episcopal. Así aconteció por ejemplo, cuando fueron elegidos con autorización de Sendín cuatro jueces del Concejo que no fueron aceptados por el Obispo, quien procedió inmediatamente a nombrar otros por su cuenta, obligando a los vecinos a recurrir a estos. Naturalmente, señala García Oro, aquel fue desautorizado por la Corte
Finalmente este robustecimiento de la autoridad municipal se manifiesta en la presentación de unos nuevos capítulos que habrán de complementar las ordenanzas municipales. En estos nuevos capítulos se abarcan cuestiones tales como la creación de un auditorio en la Casa del Concejo, la adquisición de un arca de concejo donde se custodiarán los símbolos de identidad del municipio, la recaudación de alcabalas en pro de la utilidad de las obras públicas, las apelaciones que hayan de darse ante los regidores hasta la cantidad de tres mil mrs., etc.
Otra de las modificaciones que se producen durante el siglo XVI es el sistema de designación de procuradores que ostenten la representación del concejo ante las cancillerías reales. Dícese así, los capítulos presentados al obispo Diego de Muros en la carta de procuración fechada hacía 1517: Otro sy conviene sy por todos los Caballeros e ydalgos e hombres buenos del dicho qonçejo o la mayor parte dellos que para ello fueren llamados e juntados los suso dichos o parte dello fuere aprobado e tenido por bien que luego ynstetuyan vno o dos procuradores hombres que lo asy aprobaren e hordenaren dándole poderes espeçial para ello e jeneral (sic) para en lo que demás conpliere al dicho qonçejo que sean personas prinçipales e sabyos que vayan e se partan luego a la corte e negoçien como sus altezas confirmen e tengan por bien lo que asy acordaren e hordenaren los del dicho qonçejo por que proveyendo sus altezas seria fyrme para siempre. 
También se aprecia en este tiempo una limitación de las facultades del concejo abierto, estableciéndose una delegación en la persona del alcalde mayor, juez, regidores y procuradores del Concejo, que habrían de reunirse en la dicha casa del quonçejo dos vezes en la semana la vna el lunes y la otra el biernes a la ora de la mañana para que allí hordenen e comuniquen lo que fuere menester e conpliere a la governaçion e buen Regimiento desta villa e tierra e lo que aquellos hordenaren sea aprobado e guardado por todos los otros vesinos del dicho qonçejo e tierra.
Con posterioridad, el obispo Diego de Muros pretendió imponer sus propias ordenanzas, que fueron recurridas por el procurador general del Concejo Ares Fernández de Villaamil, en nombre de los vecinos con fecha de 10 de julio de 1523 por ser «fechos contra derecho y leis comunes y reales de estos Reynos de Castilla». Las modificación de las ordenanzas, según Ramona Pérez de Castro, afectaban a los capítulos primero, segundo, quinto y sexto y resultaban especialmente perjudiciales para los fijosdalgo a quienes se le vedaba la asistencia como procuradores y solicitadores de otras personas en los juicios y su intervención en las elecciones de justicia. La impugnación presentada por los vecinos estimaba que los mandatos del obispo atentaban contra la libertad, los buenos usos y costumbres que de siempre se habían aplicado en el Concejo y por ello rechazaba la introducción de las ordenanzas de Hernando de la Vega que pretendía imponer el obispo. Se hace también admonición de la celebración de bodas y bautizos conforme a las pragmáticas y cédulas reales que se guardaban en el Reyno de Galicia y a la injusticia que supondría la libertad de los malhechores antes de ser punidos y castigados, que entendían contrarias a la costumbre y a lo que era considerado justo  por haberse aplicado en virtud de las ordenanzas episcopales de 1376 y 1381.
En lo que se refiere a la obispalía de Castropol, tal pretensión no va a prosperar. Como anteriormente se ha señalado hacia el año 1523 el obispo pretendió la sustitución del sistema tradicional de elección indirecta en concejo abierto por el sistema de suertes. Sin embargo, los vecinos mostraron su oposición, manifestando «se ha de guardar la costumbre inmemorial tiempo a esta parte se ha guardado en dichas elecciones». Esta costumbre como queda dicho, se fundamentaba en la reunión anual de los vecinos de los cuatro partidos en que se integraba el concejo en el Campo del Tablado. Este sistema se mantiene estable hasta la misma fecha de redención de los concejos y aun después consta que se mantuvo durante bastante tiempo como resulta de las ordenanzas que nos han llegado de Castropol y de Boal, que mantendrán el sistema de representación indirecta hasta la misma sustitución de las juntas en concejo abierto por los ayuntamientos constitucionales a principios del siglo XIX. En el concejo de El Franco, el sistema de representación por elección indirecta se mantiene también, pero es reformado y sustituido por el sistema de suertes con motivo de las ordenanzas, que en sustitución de las primeramente dadas, se aprueban en el año 1699.

## La desamortización

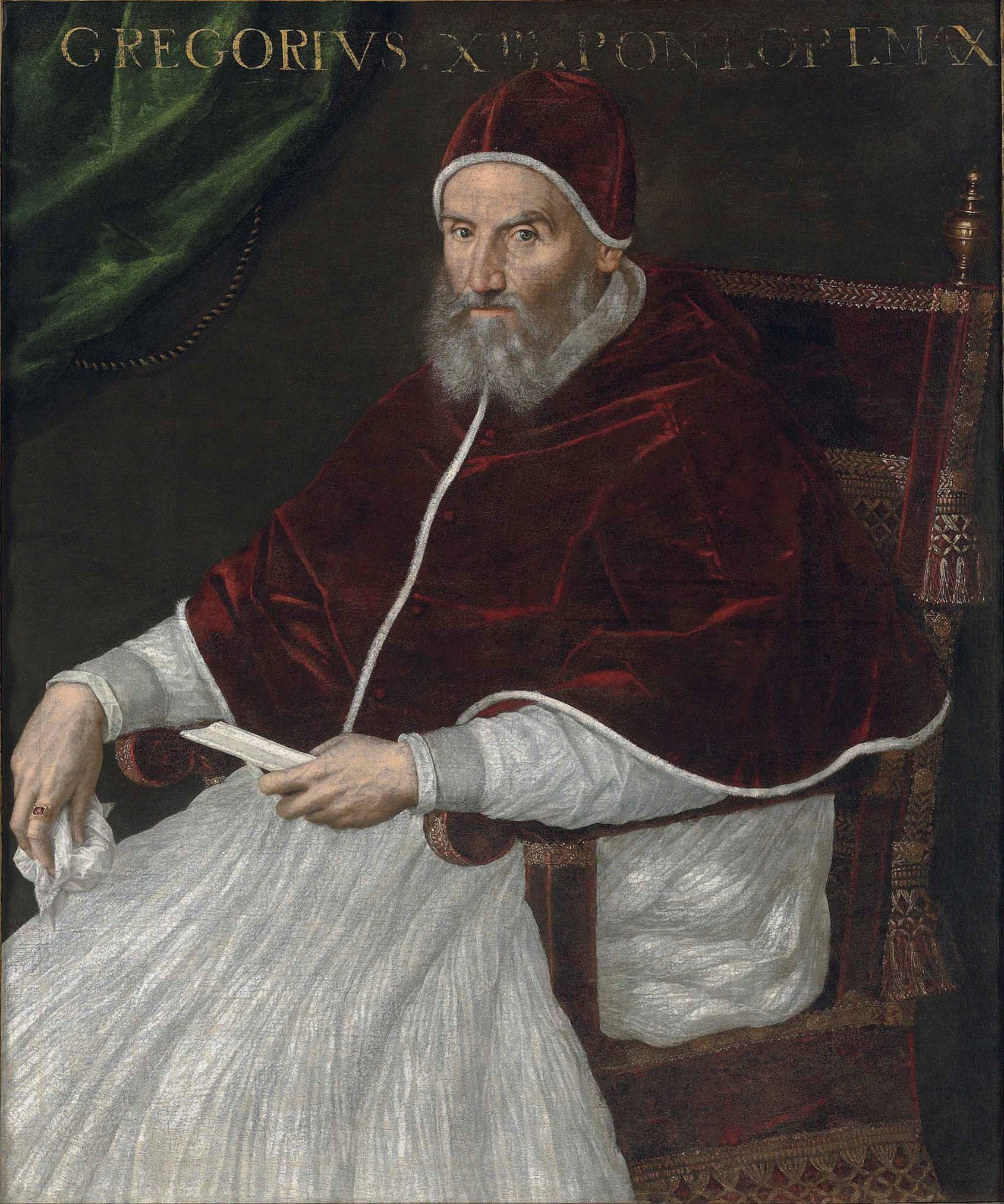
El papa Gregorio XIII durante cuyo papado se promulgó la Bula Breve cum Acceperimus que va da lugar a la redención del concejo de Castropol y su desmembración en los actuales dieciséis concejos.

Esta situación, va a cambiar definitivamente como consecuencia del proceso de desfeudalización que se produce en Asturias durante los siglos XV y XVI. En el curso del siglo XV tiene lugar un cambio trascendental en las relaciones entre señores y vasallos como consecuencia de la incorporación generalizada del derecho común por el ordenamiento de Alcalá. Pero es durante el reinado de Felipe II cuando efectivamente esta situación se agudiza en mayor modo. Bajo este reinado existe un intento real de incorporar numerosos patrimonios eclesiásticos al proceso productivo, sumando aquellos territorios al régimen fiscal general propio de los territorios de realengo. Sin embargo, con el transcurso de los años y las necesidades que surgen por los cuantiosos gastos que las guerras que la corona mantenía en toda Europa, este procesó degeneró en un simple medio de conseguir recursos del modo más expeditivo posible. En esta segunda fase, sobre todo tras la muerte de Paulo IV, en el que la Santa Sede pasa a ser un estado satélite de los intereses del Rey prudente, se procede directamente a la subasta de los bienes eclesiásticos dejando aquellos al precio del mejor postor sin tener ninguna otra previsión de futuro.
Existe, así, una primera bula en la que el pontificado autorizó a la monarquía para incorporarse diversos territorios mediante indemnización en rentas los lugares del señorío de las Órdenes militares en 1529. Más tarde, ante la apremiante necesidades del herario público, la Breve Cum Acceperimus del 6 de abril de 1574 se autoriza con carácter genérico la venta de toda suerte de señoríos eclesiásticos. En esta última con la bendición del Papa Gregorio XIII, se autorizaba a enajenar bienes eclesiásticos, (tota opida, arces, fortalicia, villas, terras et loca) de aquellos lugares cuyas rentas anuales no excediesen de los 40.000 ducados
Como ha quedado indicado las necesidades del fisco determinaron, que a esta incorporación, siguiera frecuentemente la enajenación como merced, y de modo creciente, a medida que las necesidades financieras apremiaron, a cambio de un precio. De este modo, si muchos señoríos continuaron de época anterior, otros se constituyeron ahora de nuevo cuño como consecuencia de las sucesivas enajenaciones de la corona. En otros casos, la situación pudo mantenerse como consecuencia del ascendiente que los institutos eclesiásticos tenían en determinados territorios.
En este contexto es en el que se produce la emancipación de los concejos eonaviegos. Estando así las cosas, en virtud de Bula de 14 de marzo de 1579, Felipe II, necesitado nuevamente de ingresos para paliar los gastos ocasionados por las guerras de religión en Flandes, amplia la autorización de la Breve Acceperimus, obteniendo privilegio de vender o incorporar a la Corona varios señoríos eclesiásticos, y en concreto «apartaba de la iglesia y vendía perpetuamente villas, lugares, fortalezas, jurisdicciones, vasallos, montes, bosques, prados, cuantos bienes y rentas temporales pertenecían a iglesias catedrales metropolitanas, colegiales, parroquiales, monasterios, cabildos, conventos, dignidades, hospitales y otros lugares píos». Él entonces apoderado del monarca Felipe II, Juan de Grijalva, se traslada hasta Castropol para proceder a inventariar los bienes eclesiásticos. La situación no debió de ser nada clara por cuanto las urgencias de obtener ingresos determinó que fuesen adelantadas cantidades por los hombres de negocios del Rey, con el consiguiente malestar de los vecinos. Esta gente que compraba o pretendía comprar las feligresías eran caballeros asturianos que normalmente ya poseían más feligresías, otros eran pertenecientes a la alta burocracia y miembros de las oligarquías urbanas, casi todos compraban con el propósito de acaparar cargos municipales, y el deseo que tenían de ascender en la escala social. La posesión de un señorío elevaba al comprador a la categoría de señor de vasallos, este «título», era un paso previo para el ingreso en la nobleza. Pero esto no duró mucho, ya que el miedo de los pueblos a pasar a depender de señores particulares, y de los atropellos que estos hacían con los vecinos, hizo que estos se comprasen y se fuesen incorporando a la corona.

## Fases del proceso de desamortización
Se puede distinguir en el proceso desamortizador tres fases:
- Un primer momento desamortizador ocurrido entre los años 1579 al 1580 del que se beneficiaron la Villa de Castropol, y los vecinos agrupados por parroquias, al que continúa
- Un segundo momento ocurrido entre los años 1583 a 1585 en el que los vecinos enterados de lo ocurrido impugnan las ventas efectuadas por los hombres de negocios del Rey, y presentan diversas reclamaciones la mayoría de las cuales consiguen abrirse pasó.
- En una tercera fase, de los años 1585 a 1590, se produce la reagrupación de los términos desamortizados en los concejos finalmente resultantes. Según Madoz este proceso de reagrupación debió quedar culminado en 1590, quedando fijados en los catorce finalmente resultantes, que con Tapia y Vegadeo desmembrados de Castropol en el siglo XIX y la agregación de Salime a Grandas, forman los dieciséis actualmente existentes.[59]

La toma de posesión de la jurisdicción del concejo por los vecinos se constatan importantes retrasos en aquellos lugares donde ya habían tomado posesión un particular, por lo que debían de acogerse al tanteo. En ocasiones los nuevos señores entorpecen o contradicen en ocasiones la redención del lugar como en Pesoz, mientras que en otras es el retraso en el pago de las cantidades por los propios vecinos la causa determinante de estos retrasos.

## Criterios de valoración de la redención
El importe de las ventas, venía estipulado entre otros motivos, por el número de vecinos, si el lugar superaba los cien vecinos, cada vasallo estaba valorado en 12000 mrs., si era pechero', y en 6000 mrs. si era hidalgo. La metodología para contar era: contar como vasallo a todos los pecheros que vivían en una casa; también como un vecino a las viudas y como otro vecino a todos sus hijos sin casar; como un solo vecino a todos los menores que se encuentren bajo una misma tutela, salvo si están bajo la administración de su padre; también cuentan como un vecino los clérigos y los hidalgos, así como sus viudas.

## El pago de la redención por los vecinos
Lo cierto es que los derechos de redención supusieron una carga en muchos casos insoportable de llevar por los vecinos, lo que determinó la quiebra económica de muchos de los pueblos. Los mayores problemas se presentaron a la hora de cuantificar el precio de redención, al producirse toda clase de irregularidades tanto por los hombres del rey como por los vecinos, para modificar los criterios establecidos para la cuantificación de aquellos, atendido el hecho de que el valor de la redención dependerá del número y condición de aquellos.
Se presentaron protestas sobre intromisiones en los repartimiento de Alonso del Camino por los vecinos de San Martín de Oscos y los de Salime, Villapedre y La Mesa, feligresías compradas por aquel. De este modo se pide que se encomiende a los Justicias reales echar la sisa y hacer los repartimientos, y si no de ninguna manera se pueden redimir, puesto que el señor que le compró se lo impediría. De este modo el Consejo decide el 19 de junio de 1584 que vaya a hacerlo el corregidor de Ponferrada. Faya Díaz cita también el caso de los trece vecinos de la villa de Campos, agregados con posterioridad a la justicia y regimiento de Tapia, en este caso consta documentado como Diego Fernández de Casariego en nombre de los “pobres” de la villa de Campos, protesta así mismo a fines de 1584, de cómo los “más ricos y hacendados tratan de quedarse libres del repartimiento y echar toda la carga a los pobres”. Así se les da cédula para impedirlo y el 2 de marzo de 1585 el alcalde mayor de la Villa de Cangas va comisionado por el gobernador del Principado a inspeccionar los repartimientos, determinando que hubo “dolo” y “fraude” por parte de los cuatro repartidores que los habían llevado a cabo, por lo que orden a la Justicia y Regimiento de Tapia, a quién se había agregado dicha villa, que hiciesen nuevo repartimiento sobre la base de la valoración de bienes que él había hecho. No obstante, el 2 de mayo de 1585 Diego Fernández de Casariego se queja ante S.M. de que no se cumplió esta orden, que él fue preso y está desterrado de su tierra y que la justicia y regimiento de Tapia “son parientes y deudores de los dichos contrarios” y hacen lo que ellos le mandan. Pide remedio para este problema y que le ampare S.M. El día 9 del mismo mes se decide que se le desagravie y se desembarguen sus bienes.
El otro problema que se presentó en este tiempo es el de la contribución que a la redención debieran de hacer el cabildo y la Iglesia de Oviedo en cuanto titular de gran parte de las rentas que se obtenían y del cupo, que en consecuencia, le correspondía en los repartimientos. Faya Díaz, señala las dificultades en orden a la realización de estos derechos, lo que determinó el despacho de embargos contra el Cabildo de Oviedo por no querer pagar lo que le correspondía en los repartimientos por parte de los Concejos de El Franco, Illano, Pesoz, Salime y San Martín de Oscos. En el caso del concejo de El Franco, como consecuencia de la negativa a pagar del cabildo, y de los sucesivos requerimiento que se le dirigieron, se acuerda el 17 de junio de 1591 por el alcalde mayor hacer efectivo dichos pagos a costa de que le correspondía pagar al cobrador de las rentas Alonso Méndez de San Julián llevador de sus rentas. En el honor de Grandas se ejecutaron en 1586 tres teigas de trigo y de ello pide razón ante escribano Alonso Álvarez de Salime, vecino de este lugar y arrendatario de aquellas. Al cabildo le habían correspondido 218 reales en el repartimiento hecho en 1585 en Grandas y en un segundo repartimiento, en el mes de julio de ese año, se le notifica para que pague ejecutándose embargo al mes siguiente. Del mismo modo, el 17 de agosto de 1586 el procurador general del concejo de Pesoz dice que se repartieron al Cabildo 200 reales; requiere al alcalde ordinario de la Villa ponga en secreto todas las rentas de esta institución hasta que paguen. Luego pide a Alonso Álvarez de Salime las rentas que lleva. Este, por su parte protestará porque le tomaron rentas en Grandas, Illano, San Martín de Oscos, Salime y Pesoz alzándose con todos los nuncios de su jurisdicción que valdrían 50 ducados.
La realización de estos asientos producirá la desmembración del amplio concejo de Castropol y Grandas. Tal desmembración se expresa en los propios asientos de redención de las diversas feligresías, en la que los vecinos expresan su decisión de liberarse no solo de la autoridad del obispo sino también de la villa de Castropol a la que habían estado sujetos. Así lo piden expresamente las iglesias de Taramundi y Ouria, el concejo de Suero y las feligresías Trelles y Villacondide y Folgueiras. De otra parte, otros pueblos solicitan juntarse con la villa de la que dependen en igualdad de condiciones con el resto de las feligresías que la integran, así las feligresías de Campos solicita juntarse con la villa y puerto de Tapia, lo que se logra el 29 de junio de 1983, concediéndosele el 19 de noviembre de ese año. En el asiento de Cartavio y Mohías se declara la unión de estas feligresías con la de Coaña, Trelles, Villacondide y Folgueiras. La villa y feligresía de Presno quiere unirse en cambio con la villa de Castropol y así aparece entre las condiciones de su asiento. Las feligresías de Barres y Serantes aunque solicitan unirse a Tapia, finalmente harán asiento por separado.

## Coste de la redención en los distintos concejos[62]
|  | Concejo                                       | Real asiento | Carta de Redención | Parroquias | Vecinos | Precio en maravedies |
|  | --------------------------------------------- | ------------ | ------------------ | --- | ------- | -------------------- |
|  | La Villa de Castropol y feligresías agregadas | 20-11-1579   | 29-01-1580         | Villa de Castropol y parroquias de San Juan de Moldes, Piñeira, Tol, San Juan de Moldes, Seares, San Esteban de Piantón, Paramios y Santiago de Abres         | 356     | 4.598.572 mrs.       |
|  | Barres (Castropol)                            | 29-04-1581   | ---                | Barres y Serantes | 92      | 1.136.100 mrs.       |
|  | Presno (Castropol)                            | 12-12-1583   | ---                | Presno | 62      | 784.417 mrs.         |
|  | Campos (Tapia de Casariego)                   | 15-03-1580   | ---                | Campos | 13      | 162.850 mrs.         |
|  | Tapia de Casariego                            | 28-05-1580   | ---                | San Esteban de Tapia, San Martín de Mántaras y San Salvador de Salave                                                                                         | 83      | 1.037.530 mrs.       |
|  | Boal                                          | 24-04-1581   | ---                | Boal, Doiras y Serandinas | 145     | 2.011.285 mrs.       |
|  | Coaña, Trelles y Villacondide                 | 27-04-1581   | 30-07-1582         | Coaña, Trelles, Villacondide y Folgueras | 85,5    | 1.063.230 mrs.       |
|  | Cartavio y Mohias                             | 15-03-1584   | 26-05-1584         | Cartavio y Mohias | 25      | 313.876 mrs.         |
|  | Sueiro, (El Franco)                           | 13-03-1583   | 22-09-1583         | Villa de Suero, y Feligresías de Santa María de Valdemiudes, San Miguel de Moyces, San Bartolomé de Valdepares, San Juan de Prendonés y Santa María del Monte | 117,5   | 2.225.807,5 mrs.     |
|  | Taramunde                                     | 03-09-1583   | 22-09-1583         | Tarmundi y Ouria | 114     | 1.396.815 mrs.       |
|  | Salime                                        | 12-04-1584   | 16-02-1586         | Salime, Villarpedre y La Mesa. | 38,5    | 471.881,5 mrs.       |
|  | Grandas                                       | 03-10-1584   | 19-07-1586         | Grandas y Trabada | 167     | 2.746.287,5 mrs.     |
|  | San Tirso de Abres                            | 1584         | 1584               | San Tirso | -       | 672.0000 Mrs.        |
|  | Santa Eulalia de Oscos                        | 06-07-1584   | 19-07-1586         | Santa Eulalia | 102     | 1.239.506,5 mrs.     |
|  | San Martín de Oscos                           | 12-05-1584   | 16-02-1586         | San Martín | 97,5    | 1.292.315 mrs.       |
|  | Pesoz                                         | 16-03-1582   | 30-07-1582         | San Martín | 52,5    | 687.035 mrs.         |
|  | Illano                                        | --           | 23-09-1583         | Bullaso, Gio, Herias, Illano y Ronda | 79,5    | 1.001.260 mrs.       |
|  | As Figueiras                                  | --           | 1775               | Coto de Las Figueras dependiente de la Parroquia de Barres | --      | 680.000 mrs.         |
|  | Concejo                                       | Real asiento | Carta de Redención | Parroquias | Vecinos | Precio en maravedíes |

Respecto del Concejo de Ibias, Bellmunt y Traver, señalan que estas tierras de Ibias eran de Señorío compartído ente nobles laicos y eclesiásticos, siendo considerado este concejo como de obispalía. Los obispos ejercieron esta jurisdicción compartida hasta el año 1584, en que pasa a ser de realengo. Además de la existencia de tres cotos solariegos, Marentes, Santa Comba y Sena, el Catastro de la Ensenada se refiere a las Parroquias de San Antolín, Cecos y San Jorge de Tornaleo, que pertenecen al señorío de Bartolomé Varcacel y Rón y de Fernando de Ron, vecino del Concejo de San Martín de Oscos, nombres de familias todas estas que pertenecían a la nobleza tradicional del Eo-Navia. Dicho concejo participa también en la Junta General del Principado dentro del partido de Castropol ostentando un tercío del voto del mismo partido.

## La incorporación de los Concejos a la Junta General del Principado[65]
Liberados los concejos de occidente, se planteó también el problema de la incorporación de aquellos a la Junta General de Principado. La Junta General era el cuerpo de representación de los concejos asturianos, con atribuciones básicamente consultivas y de índole fiscal, al ser el mecanismo intermedio para la recaudación de alcabalas y demás tributos.
De todos modos, a lo largo de su historia, en la Junta General estuvieron representados diferentes territorios de señorío, de modo temporal o permanente, y hasta el siglo XVII, concretamente hasta el año 1619, participaron en la misma las familias Quirós y Miranda. Por su parte, los Queipo de Llano tuvieron voto en la Junta como alféreces mayores del Principado, título concedido en 1636. No obstante, dicho principio de exclusión de los señoríos es en el que pretende justificar un sistema desigual de representación de los entes concejiles que integraban la Junta General, para dejar con solo un tercio de voto, con un solo diputado y sin participación en la elección del procurador general, a determinados territorios: las mal llamadas obispalías, territorios redimidos del poder de la diócesis ovetense y entre los que se encontraban todos los del occidente asturiano.
Así tras ser liberados del poder eclesiástico en la década de los ochenta, se reúne la Junta del Principado en orden a discutir la inclusión de aquellos dentro de la Junta General, y en las ordenanzas de 1594, únicas con aprobación real, acordándose que los diputados y el procurador general fuesen elegidos por todos los vocales de la Junta General (ordenanzas 1 y 5. O.G.P.A.). Pero la Junta General reunida ese mismo año acordó la división de Asturias en partidos. Cada uno de ellos elegiría un diputado y todos, salvo el formado por las obispalías, se turnarían para el nombramiento del procurador general.
Este sistema va a ser el que se siga en la práctica, y se recogió en las ordenanzas de 1659 (ordenanzas 2 a 8 del título II. O.G.P.A.), obteniendo aprobación por real resolución de 11 de mayo de 1678, tras un pleito seguido en la Real Chancillería y Audiencia de Valladolid entre los partidarios de uno y otro sistema (Archivo de la Chancillería de Valladolid, registro de ejecutorias, legajo 1508-5, caja 2.994). Dicho sistema de elección se confirmó por el Consejo, por resolución de 27 de junio de 1778, tras un nuevo recurso (sesión de 30 de julio de la Junta General de 1778. A.H.A., libro 112).

## Intervención del Concejo de Castropol en la Junta General del Principado
Esta desigualdad en el sistema representativo provocó la protesta de algunos de estos territorios llamados obispalías durante toda la vida de la Junta General, en especial, del concejo de Castropol, que agrupaba a los dieciséis concejos eonaviegos. Así hablaba uno de sus apoderados, Joaquín José Queipo de Llano, en la Junta General de 1793:

«El Principado, para el alibio de sus cargas, le comprendió posteriormente en los concejos realengos, repartiéndole las quentas, milicias, puentes, calzadas y más contribuciones públicas a proporción de la sesta parte del Principado, pero dejándole mui perxudicado en las regalías y en los onores, no siendo nuevo el no darle para la Junta General más de la tercera parte de voto con todos sus agregados, cuando hai muchos concejos que, siendo de un vecindario más reducido que cualquiera de aquellas obispalías sujetas a aquella capital, le tienen entero».

A fines del siglo XVIII, se presentó un nuevo intento de reforma de los estatutos de la Junta General, siendo rechazado nuevamente oponiéndose al mismo los concejos de Oviedo porque veía diezmados sus privilegios, otros como Tineo por cuanto que no teniendo la consideración de partido, estimaba también cercenados sus derechos en cuanto que se le privaba del derecho a la designación de procurador que le correspondía por turno dentro de su partido.

## Organización de los nuevos concejos. Las ordenanzas de los concejos
A la emancipación sigue la publicación de unas ordenanzas que reproducen en gran medida la organización del antiguo concejo de Castropol. Se recogen en estas los ecos del Fuero de Benavente al que se hallaba sometida la comarca desde 1313, así como una organización concejil semejante a la existente en el antiguo concejo de Castropol.  Todo ello obedece a la existencia de un mismo origen de estas especialidades jurídicas, cuyo origen se encuentra en los hechos producidos como consecuencia del proceso desamortizador.
Como consecuencia de los privilegios conferidos en las cédulas de emancipación los concejos dispusieron la existencia de una serie de ordenanzas con arreglo a las costumbres del lugar, en el que se regula ciertas especialidades procesales de bastante interés. Las Ordenanzas del concejo determinaron los cargos oficiales del concejo detallando con todo detalle, la forma en que han de ser elegidos, a través de un sistema de elección indirecto por parroquias en que los representantes de estas comparecían al concejo general, en unos casos por elección y en otros por sorteo. En ellas se determinan las atribuciones del Alcalde y demás oficiales del concejo tasan las multas detallando el empleo que ha de dárseles.
Se procede al examen de las ordenanzas de  cada uno de los concejos
- Castropol. Las primeras ordenanzas se publican en 1583. En 1774 por acuerdo del concejo, se nombra una comisión de ordenanzas, en donde se insertan las modificaciones sufridas desde entonces. En 1815 se vuelven a reformar las ordenanzas del Concejo, estas últimas ordenanzas aparecen divididas en tres partes: la primera relativa al gobierno político y económico atribuciones del ayuntamiento y jurisdicción de sus individuos y alcaldes de hermandad, la segunda parte trata de la protección de la agricultura, la industria y las artes, y la tercera parte trata de la educación pública. Junto a dichas ordenanzas se aprueba el reglamento para la mejora del seminario del partido de Castropol existente en la Vega de Ribadeo, y el establecimiento de escuelas de primeras letras en todas las parroquias de los catorce concejos a los que se extiende el Seminario, y de los pueblos confinantes de Galicia que se incorporaren al establecimiento.

- Boal. Representantes de los vecinos de las feligresías, se reúnen y redactan unas ordenanzas en 1584, para el buen gobierno del concejo, también acuerdan la forma de elegir los cargos de concejales, alcalde, alguaciles, procuradores, etc. Así, las feligresías pasan a ser villa con jurisdicción civil y criminal, y los representantes se reúnen una vez al año para elegir los cargos citados. Constituido en municipio independiente se fijo su capitalidad en Boal, pasando un tiempo al núcleo de Armal, que disfrutó de esta condición, hasta que volvió a pasar a Boal definitivamente en 1791. Las ordenanzas establecidas al tiempo de su desmembración de la jurisdicción episcopal por los vecinos de la villa, concejo y Feligresías de Boal, Serandinas y Doiras contienen 64 capítulos. Los 27 primeros son referentes al modo de hacer la elección de oficios de justicia y a sus administradores y los 37 restantes al buen gobierno de la república.  Miguel Vigil indica que una copia de las mismas obraba en Archivo de la Audiencia, gubernativo. Legajo de papeles históricos, dato que no es posible corroborar por el incendio de este archivo ocurrido en 1934.[69] Acevedo y Huelves nos proporciona una copia de los 27 primeros capítulos de las ordenanzas de 1774, en la que únicamente se contienen previsiones en orden al nombramiento de los cargos concejiles y que se asemejan demasiado a las que nos facilita Marcelino Fernández para el Franco, lo que las hace sospechosas.[70] Estas ordenanzas fueron sustituidas por otras, que en 1774 son remitidas a la diputación del Principado. La diputación devuelve en 1779 para que las aprobará o modificará según lo tuviere por conveniente, remitiéndose nuevamente para su aprobación en septiembre de ese mismo año.[71]

- Coaña. Las ordenanzas municipales formadas en el año de su emancipación, 1581, contienen 30 capítulos referentes a las elecciones de alcaldes, regidores, escribanos y demás oficios de justicia y las obligaciones que corresponde a los elegidos. Se ejecutaron después de redimidas en 1581 en las cuatro feligresías de San Juan de Trelles, San Cosme de Villacondide, San Esteban de Coaña y Santiago de Folgueras, siendo sustituidas en el año 1783.[72]

- El Franco. Consta que a finales del siglo XVI se hicieron unas primeras ordenanzas y estuvieron en uso cerca de un siglo, pero como señala Marcelino Fernández Fernández en 1898 estas habían desaparecido por completo, hasta el punto que de ellas no quedó otro recuerdo en los documentos del archivo que el de su existencia.[73] Estas fueron sustituidas por las aprobada en el mes de noviembre de 1699. Para su redacción hubo en el Franco una verdadera junta de notables que procedió a la elaboración de nuevas ordenanzas «por estar ya las anteriores en contraposición con las costumbre de aquella época y rotas e ilegibles por su antigüedad». En esta ordenanzas se determina con exagerada escrupulosidad la forma en que han de ser  elegidos cada unos de los oficios del concejo, precisando los requisitos de los pretendientes a los cargos concejiles, con algunas especialidades curiosas como la de no poder ser elegidos en tres años. Se determina la atribución del Alcalde y demás oficiales del concejo, tasan las multas detallando el empleo que ha de dárseles. Estas ordenanzas arraigaron tan profundamente en las tradiciones del Concejo que hubo viva oposición a su modificación, y cuando en 1783 la Diputación General del Principado pidió que reformase sus ordenanzas, los vecinos del concejo se opusieron enviando una copia de las ordenanzas cuya modificación se pretendía, señalándoseles a las autoridades de la Diputación, que las tenían como inmejorables, por lo que no consta que llegasen a ser modificadas.

- Taramundi . La desamortización se produce tardíamente respecto de los otros concejos eonaviegos con la venta en 1583 de las parroquias de San Martín de Taramunde y San Julián de Ouria, adquiriendo la promesa de que nunca más sería separado de la corona. En junio de 1584 se eligieron un regidor y tres concejales, dos por Taramunde y uno por Ouria, que elaboraron las primeras leyes del concejo, contando para ello con la participación de varios vecinos comisionados. Algunas de estas ordenanzas estuvieron en vigor hasta el año 1783.

- Pesoz. Habiéndose redimido en 1580, en octubre de dicho año se aprueban las primeras leyes y ordenanzas concejiles y nace el concejo ya desligado de la supervisión obispal. No obstante, a la hora de ir a la junta general del Principado, lo haría bajo auspicios de Castropol. Estas ordenanzas no fueron modificadas hasta 1779 en las cuales se le fue concediendo al pueblo mucho más protagonismo. Consta además en las respuestas que se dan al catastro de la Ensenada, que los vecinos no quedaron enteramente libres, y a la pregunta que se le hace relativa a si la propiedad del concejo se halla gravada, se manifiesta: A la veintidós: «Que se refieren a lo que dejan dicho en la antecedente y que no pagan cosa alguna por el establecimiento del suelo, ni señorío. Y solo por razón de censo pagada cada vecino doce maravedíes de vellón en cada año al Duque del Parque, réditos de cantidad de maravedíes que suplido dicho señor por la redención de este concejo».

- Illano. También se señala en el Catastro de la Ensenada, que tiene este concejo la carga de pagar de noventa reales de vellón que anualmente pagan sus vecinos al Duque del Parque, no se especifica, sin embargo, la razón de este censo. Las ordenanzas  promulgadas al tiempo de la desmembración del Concejo fueron modificadas en 1.773 y de 1.783 respectivamente.

- As Figueiras. Este coto estuvo vinculado desde 1588, al mayorazgo de Pardo de Donlebún,[74] permaneciendo agregado al mismo no sin una agitada lucha entre le señorío y el vecindario de las Figueras hasta 1775,[75]  pasando entonces a ser jurisdicción de los vecinos tras cuarenta y tres años de pleito con su señor, y después de haberse redimido tras el pago de 680.000 maravedíes. Libres de la opresión y poseedores del territorio acotado, reclamaron del real y supremo Consejo de Castilla, el gobierno y jurisdicción independiente que les fue concedido en 1777. El 30 de julio de 1779 realizaron sus propias Ordenanzas, que fueron aprobadas el 5 de agosto de ese mismo año. Por tener estas, se opusieron más tarde, el 26 de septiembre de 1783, al uso de unas Ordenanzas promulgadas para todo el Principado de Asturias. El concejo permaneció independiente del Castropol hasta que por Real orden de 18 de diciembre de 1826, su majestad Fernando VII declaró suprimidos a partir del 31 de enero de dicho mes todas las autoridades locales o ayuntamientos menores de los diferentes cotos y jurisdicciones, incorporándolos al concejo más próximo para su administración municipal y de justicia. Por lo que el de Figueras, perdería su independencia pasando a formar parte del de Castropol, al que continúa adscrito.[76]

## Pervivencia de los institutos supramunicipales
Pese a la disgregación de los nuevos concejos, pervivió en la memoria de los vecinos la organización anterior a la desmembración. Este recuerdo como hemos visto lo encontramos presente en la descripción contenida en el catastro de la Ensenada en el que si bien se principia con la declaración del señorío como consecuencia de la redención, esto no quita, para que se sientan vinculados al de Castropol, al cual se encuentran  agregados en cuanto a rentas, alcabalas, millones y demás. Madoz señala también como todos los concejos siguieron con la costumbre de reunirse para asuntos de interés general. Ejemplo de ello, es la realización en Castropol padrones cada seis años en los que fijaba la condición del vecino, padrones que se conservan hoy casi en su integridad y de forma ininterrumpida desde 1524 hasta 1814. Se señala también por Madoz como todos los años los trece alcaldes se juntaban  bajo la presidencia del de Castropol a quien se el título de Alcalde Mayor de Concejo Viejo de Castropol. Esta hermandad entre todos los concejos resultará especialmente relevante en los acontecimientos que se producen durante la guerra de la independencia.

## La guerra de la independencia
La Guerra de la Independencia supondrá un cambio radical en la organización social de la comarca. Es este uno de los capítulos más interesantes de su historia y en el que se refleja la capacidad y preparación de sus gentes para hacer frente a un suceso tanta envergadura como la invasión de las tropas francesas. También es en este tiempo bajo la dominación francesa el único periodo de la historia de la comarca que paso a depender del Reino de Galicia, al integrarse nominalmente en la prefectura de Mondoñedo, las tierras asturianas hasta el Navia sometidas al ejército invasor.
El de 25 de mayo de 1808, la Junta General del Principado reunida en sesión extraordinaria declara la guerra “al tirano de Europa”, declarándose soberana y ejerciendo las funciones de jefatura supremo del Estado y cabeza de la Nación. Se acuerda el levantamiento de un ejército de 20.000 hombres y se nombra General en Jefe del Ejército del Principado a Joaquín de Navia-Osorio y Miranda, Marqués de Sta. Cruz, natural de Castropol, en dicha sesión se decreta la prisión del General de La Llave, al frente del mando militar en Asturias. Se declara la Paz con Suecia y Gran Bretaña, así como el envío de una legación al Rey Jorge III, de la que formaban parte José María Queipo de Llano Infanzón, vizconde de Matarrosa y el procurador general de Castropol ante la junta del principado, Andrés Ángel de la Vega Infanzón natural de Sueiro, El Franco.
Ante el alistamiento masivo frente al invasor, la Junta decide que quienes acudan a adiestrarse en el manejo de las armas, se organicen provisionalmente en cantones, creándose los de Llanes, Baza, San Isidro y Cerezal, este último perteneciente a la demarcación del partido de Castropol. El 2 de junio de 1808, el marqués de Santa Cruz, presenta un dictamen sobre organización del ejército que se estaba formando. En tal dictamen se proponía la creación de 20 Regimientos con un total de 1000 hombres cada uno, distribuidos en 10 compañías, con su correspondiente plana mayor y que dichos Regimientos llevasen el nombre de los concejos más significados de la provincia. El 17 de junio de 1808, se crea el regimiento de Castropol, siendo su primer coronel José María Navia Osorio, hijo del Marqués de Santa Cruz y, vizconde del Puerto, y como sargento mayor al teniente coronel Juan de Murias. El regimiento se compone inicialmente de 1024 hombres naturales del Partido de Castropol y en él se encuentran presentes todos los representantes de las casas solariegas de la comarca, muchos de los cuales van a representar luego un papel decisivo en la vida política de los concejos durante el curso del siglo XIX. La historia del regimiento, pasa por su intervención en la defensa de Asturias, interviniendo en las acciones de Balmaseda, en la batalla Espinosa de los Monteros y en la acción del puente de Peñaflor. Luego de esta última acción, en febrero de 1809, se dispersan las tropas asturianas, y pasa el regimiento de Castropol, a la meseta en el que realiza luego un largo recorrido por toda España, Astorga, puente de Comillas, Peña del Castillo, Albuera, Tortosa, gran parte de Andalucía, Extremadura, Navarra, hasta pisar el suelo francés por San Juan de Luz, y disolverse finalmente en 1815 en el que quedó integrado en la Real Guardia Valona.
A finales del año de 1808, procedente de Galicia la división francesa que mandaba el general Mathieu, entra por el puente de Santiso, deteniéndose unos días en Vegadeo, trasladándose luego a Castropol y recorriendo los lugares de Figueras, Barres, Tol, El Franco, Folgueras y Coaña realizando toda clase de excesos en la comarca.
Estas acometidas y pillajes del ejército francés dieron lugar a la creación de las llamadas alarmas, reunión de gentes que no se encontraban militarizadas, para improvisar tropas y coadyuvar en operaciones militares de defensa. Estaban obligados a concurrir a las mismas: los excluidos del servicio militar, pero si obligados, los mozos de casa abierta, los mayores de 40 años, los hijos de viuda y de padre sexagenario o impedido, formando con ellos compañías de escopeteros. Intervienen en la dirección y reclutamiento de aquellas D. Ramón Reguero, D. José Saavedra y D. José Cuervo y Castrillón jefes de estas partidas. Algunos de estas partidas intervienen en ayuda también en la defensa de los pueblos vecinos como es el caso de la dirigida por José Cuervo y Castrillón, quien con las fuerzas a su mando, acudió en auxilio del ayuntamiento de Trabada, que se había rebelado contra el invasor, apoderándose de los almacenes que tenía el enemigo en los puntos de Santé y Balboa, interviniéndose en diversas celadas contra el invasor para incorporarse gran parte de sus miembros al regimiento de Castropol.
En los últimos días del mes de mayo de 1809, la comarca es de nuevo invadida por el ejército francés al mando del Mariscal Ney, el cual iba recorriendo la costa para entrar en Galicia. En esta ocasión, el comandante militar del partido, Francisco Sierra, da la alerta a los vecinos fortificándose algunos de aquellos en el Espín a la orilla izquierda Navia, consiguiendo detener la marcha de las tropas de Ney por breve tiempo, pero suficiente para que la división de la línea del Eo mandada por Woster pudiese acudir en defensa del Navia, sin embargo, no llegaron a tiempo los auxilios prometidos y los franceses vadearon el río a una legua de la desembocadura, por lo que la fortificación tuvo que ser abandonada.

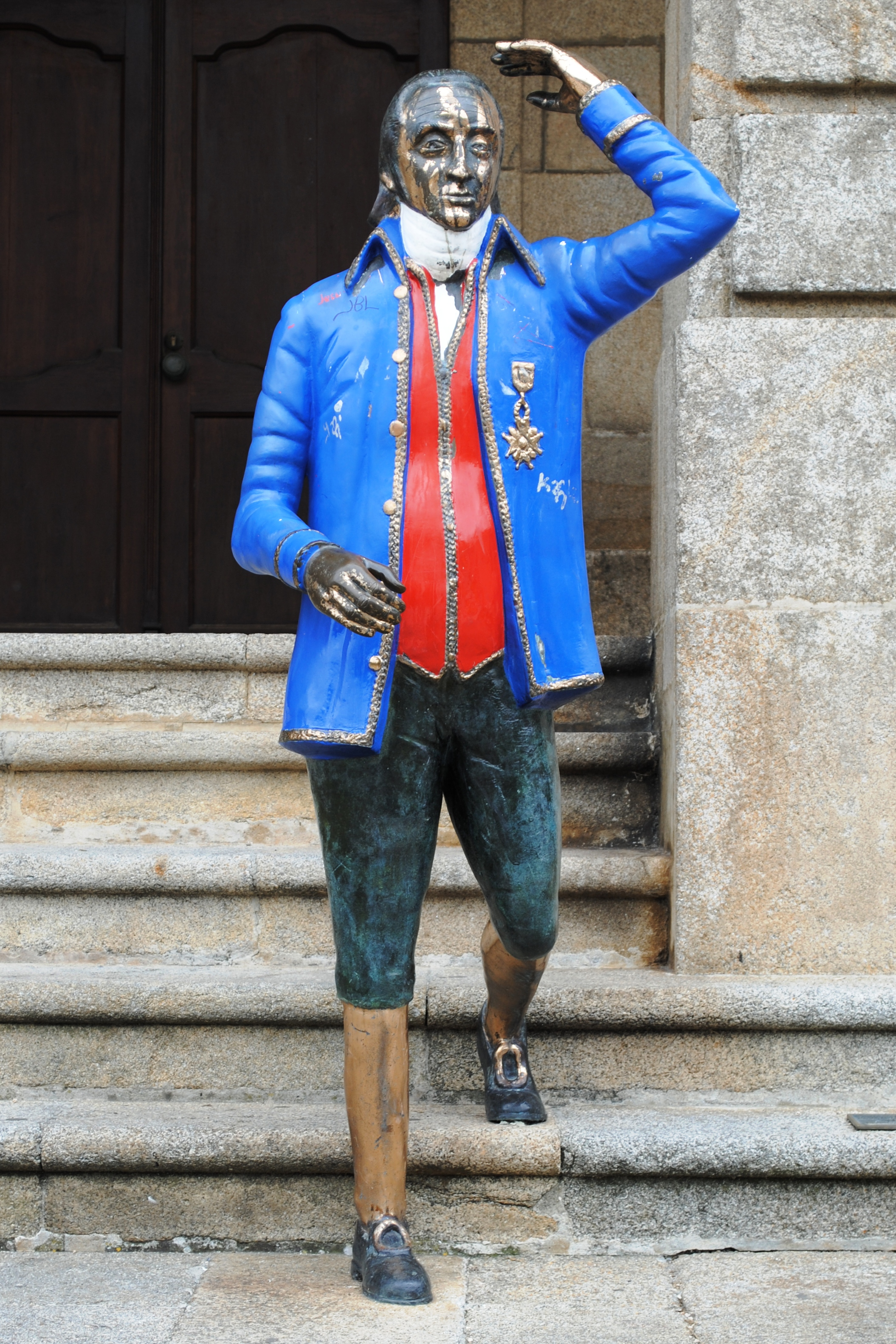
Marqués de Sargadelos

Durante el año de 1810, los movimientos de la División francesa mandada por el general Bonnet, ocuparon la capital del Principado en varias ocasiones y obligaron a la Junta General del Principado guarecerse al amparo de las líneas del Navia Eo, fijando en su residencia durante algún tiempo en Castropol. Aquí se hallaba establecida al fallecimiento de Jovellanos, acaecido el día 27 de noviembre de 1811 y aquí fueron proclamados los diputados Asturianos que fueron a comparecer en las Cortes constituyentes de 1812.
Se ha de señalar por último la importancia que presentó en la guerra de la independencia la comarca de los Oscos y las fundiciones, creadas por Antonio Raimundo Ibáñez marqués de Sargadelos, propietario de la Real Fábrica de fundición de Sargadelos, natural de Ferreirela, en Santa Eulalia de Oscos, de cuyos talleres y fundiciones salieron cañones, vestuarios, jergones, batería para ranchos y municiones, haciendo aportación de capitales y de recursos que fueron determinantes en los primeros años de la guerra.

## La liquidación de la Junta General y la creación de las diputaciones Provinciales
Un nuevo intento de modificación del sistema se produce tras la Guerra de Independencia. Tras la mutación de la junta de Asturias por Junta de Defensa Nacional, se pretende que los concejos acudan a esta última en representación de la provincia y no de sus respectivos concejos. La Junta intenta reconciliar ambos principios, reconociendo la posibilidad de aplicar dos sistemas representativos, uno basado en la tradición y el privilegio, que era el que en ella se seguía, y otro nuevo basado en la población. Y así, invitaba a todos los concejos a que, con arreglo a su población, o a su antigua constitución, o del modo que estimasen más justo y legal, formasen y acodasen su representación en esta Junta. (Proclama de la Junta Superior de 4 de marzo de 1810. En dicha Junta Superior participaron buena parte de los concejos que tenían representación en la tradicional Junta General, y, además, tres concejos del occidente asturiano integrados hasta entonces en Castropol: El Franco, Coaña y Boal. Fueron rechazados, sin embargo, los apoderados enviados por otros concejos, concretamente Illano, Taramunde, San Tirso, Pesoz, Grandas, Salime, Santa Eulalia de Oscos y Figueras (sesión de 4 de marzo, Archivo histórico de Asturias, Libro 127). Cuando se comience a poner en marcha la nueva política de unificación provincial, primero con la reducción de las Juntas Superiores de armamento y defensa a nueve miembros (real orden de 17 de junio de 1810) y luego con la creación de las Juntas Superiores provinciales (reglamento de 18 de marzo de 1811), antecedentes más o menos inmediatos de las Diputaciones provinciales, los apoderados de algunas de las antiguas obispalías verán la oportunidad de hacer desaparecer la desigualdad de representación de los concejos asturianos, con la adopción del nuevo sistema representativo basado en la población, mientras que, por el contrario, la mayor parte de los vocales de la Junta asturiana considerarán las reformas una vulneración de las regalías constitucionales del Principado. Restaurada la Junta General tras los períodos liberales, la representación concejil vuelve a ser la tradicional: concejos realengos con voto entero, concejos de obispalía con un tercio, y elección de los diputados y el procurador general por los concejos unidos en partidos.
En 1815 Castropol, cansado ya de una situación de siglos de postración decide dejar de participar en la Junta General, dirigiendo la siguiente comunicación a la Junta:

«...ínterin los señores de la Diputación no acuerden el desagravio correspondiente o por la Superioridad no se expida la orden más favorable y oportuna, con el mismo argumento que siempre: Se les da el título injusto de obispalías pues, habiendo sido redimidas de la dignidad episcopal y reunidas a la Real Corona, son igualmente vasallos con los mismos privilegios, fueros y derechos que el resto del Principado».
.

Con todo será el Consejo el que, en su Real Orden de 23 de agosto de 1833 que otorgaba licencia para la convocatoria de la Junta General del Principado, introduzca los primeros cambios en su sistema representativo, propuestos desde la Real Audiencia de Asturias y que luego acogerá la propia Junta en las reformas que se introducen en el proyecto de ordenanzas de 1805. En definitiva, se prohíbe toda acumulación y toda sustitución de poderes, se suprime el sistema de elección de los diputados y el procurador general por los concejos unidos en partidos, y se amplía la representación de los concejos de obispalía, que se dividen en grupos, cada uno de los cuales elegiría a un apoderado que acudiría a la Junta con voto entero, con lo cual, la desigualdad se aminora, pero no desaparece. No se conformaron con esta disposición buena parte de los concejos de obispalía, que reclamaban plena e igual representación de todos los concejos asturianos, como tampoco algunos realengos. Pero además, fue entonces cuando el apoderado de Castropol, Francisco Lombán y Castrillón, propuso la adopción de un sistema de representación basado en la población, de modo que se eligiese un procurador por cada mil vecinos, propuesta que también había hecho en su día el fiscal de la Real Audiencia, Francisco Redondo. Sin embargo, la Junta General descartó, por un lado, la posibilidad de dotar a cada concejo de un voto, pues supondría un considerable aumento del número de vocales, causando los perjuicios inherentes a las corporaciones muy numerosas encargadas de una especie de poder ejecutivo y del derecho de representación, que son los atributos más esenciales de la Junta. Por otro lado, rechazó también un sistema de representación basado en la población, que, sin embargo, entonces reconoce como el ideal en los cuerpos representativos, y llega a afirmar que el sistema de la Junta General contradecía aquel a un punto que a los ojos de la razón es monstruoso. Es decir, se aceptaba el criterio de la población, pero todavía era pronto para establecerlo, justificando tal extremo en la difícil topografía de Asturias, que complicaba la reunión de los vecinos de varios concejos, y en la inexistencia de datos exactos sobre la población asturiana. Además, estaba la inoportunidad de privar a los concejos del grupo de los de realengo de gozar de un voto entero, lo que se consideraba un derecho adquirido.
De este modo, las reformas introducidas entonces en la Junta General, tan apreciadas en otros tiempos, no van a ser suficientes para que pueda sobrevivir a la nueva época iniciada con la muerte de Fernando VII. Las nuevas diputaciones provinciales se compondrán de diputados elegidos según criterios de población, y ahora también de propiedad propio del sistema de sufragio censitario. Ahora bien, el liberalismo configura a estos órganos provinciales como delegados del Gobierno central, y, por el momento, les niega un carácter representativo. De otra parte, el sistema de sufragio censitario y la desaparición de los privilegios y derechos históricos de los concejos, determinó la supresión de los mecanismos de defensa creados durante siglos por los vecinos frente a la concentración del poder producida como consecuencia de los procesos desamortizadores. Las sucesivas modificaciones del sistema de sufragio que amplio sucesivamente la base del cuerpo electoral, no fue la solución adecuada. Este sistema de sufragio no hizo sino traducir, los intereses de la concentración del poder económico a que dio lugar las primeras etapas del capitalismo, dando lugar al fenómeno del caciquismo al que se vio sometido la vida de los pueblos durante la segunda mitad del siglo XIX y la primera mitad del XX.

## Trascendencia de la intervención de los representantes del Concejo durante la vigencia de la Junta General del Principado
Por lo demás la intervención de los representantes del Concejo de Castropol, es decisiva en muchas de las discusiones de la Junta General del Principado, en cuanto que suponían con mucho el concejo más poderoso de los de Episcopalía y ostentaba de ordinario la representación de estos en la la Junta del Principado. De este modo, aun sin tener voto, implicaba dentro de la Junta el mayor número de intereses, siendo decisiva su opinión en el conflicto que mantiene la Junta como consecuencia de la suspensión de la normativa de foros como consecuencia de la Real Cédula de 10 de mayo de 1763, en materia de arrendamientos, en el que la oposición presentada por los representantes de la Episcopalía impide llevar a efecto las ideas liberizadoras propugnadas por Jovellanos También es decisiva la intervención del Concejo de Castropol durante la Guerra de la Independencia Española y en la Junta del Principado, constituida entonces en Junta Suprema, periodo en el que el Concejo participa con plena igualdad con el resto de los partidos, estando constituida la representación que se dirige a Inglaterra para recabar auxilios por representantes del Concejo de Episcopalía de Castropol.

## Galería de imágenes

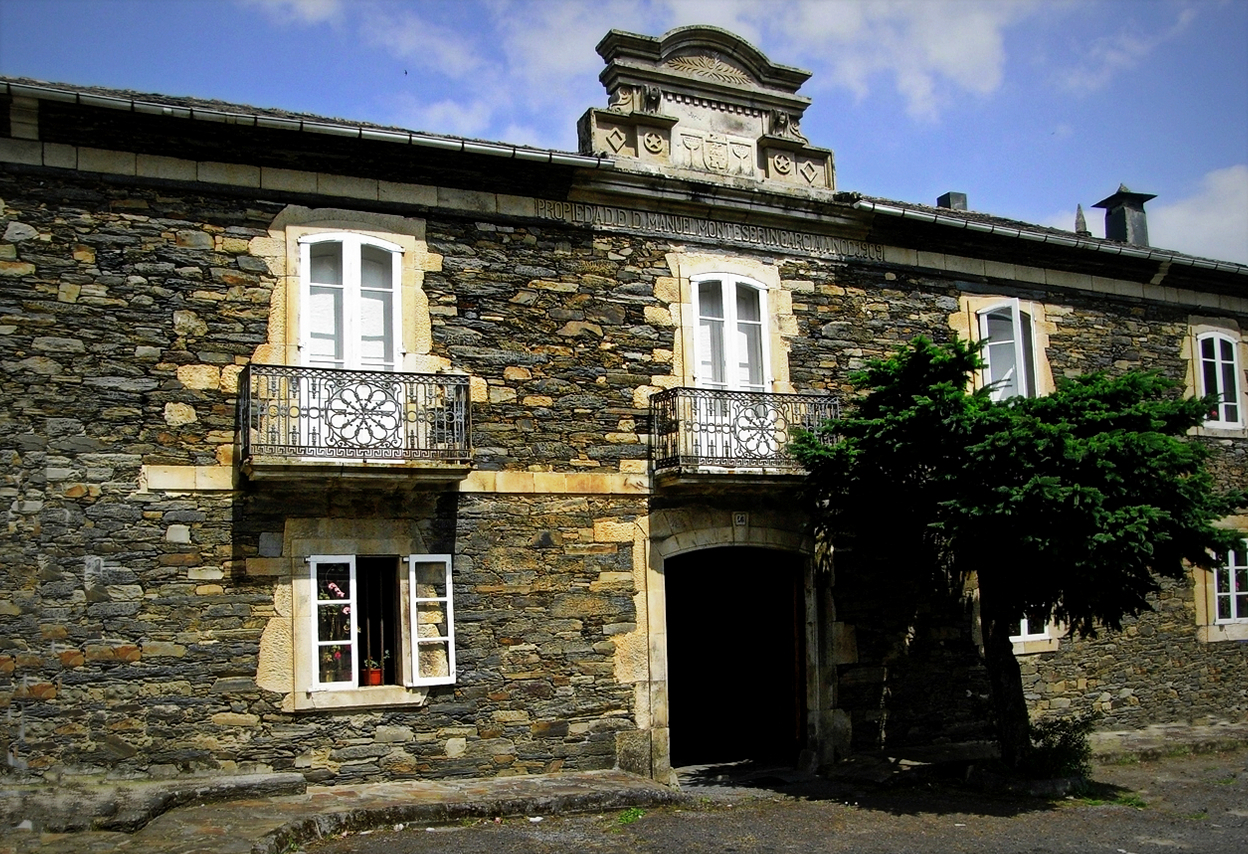
Palacio de Ron en Pesoz
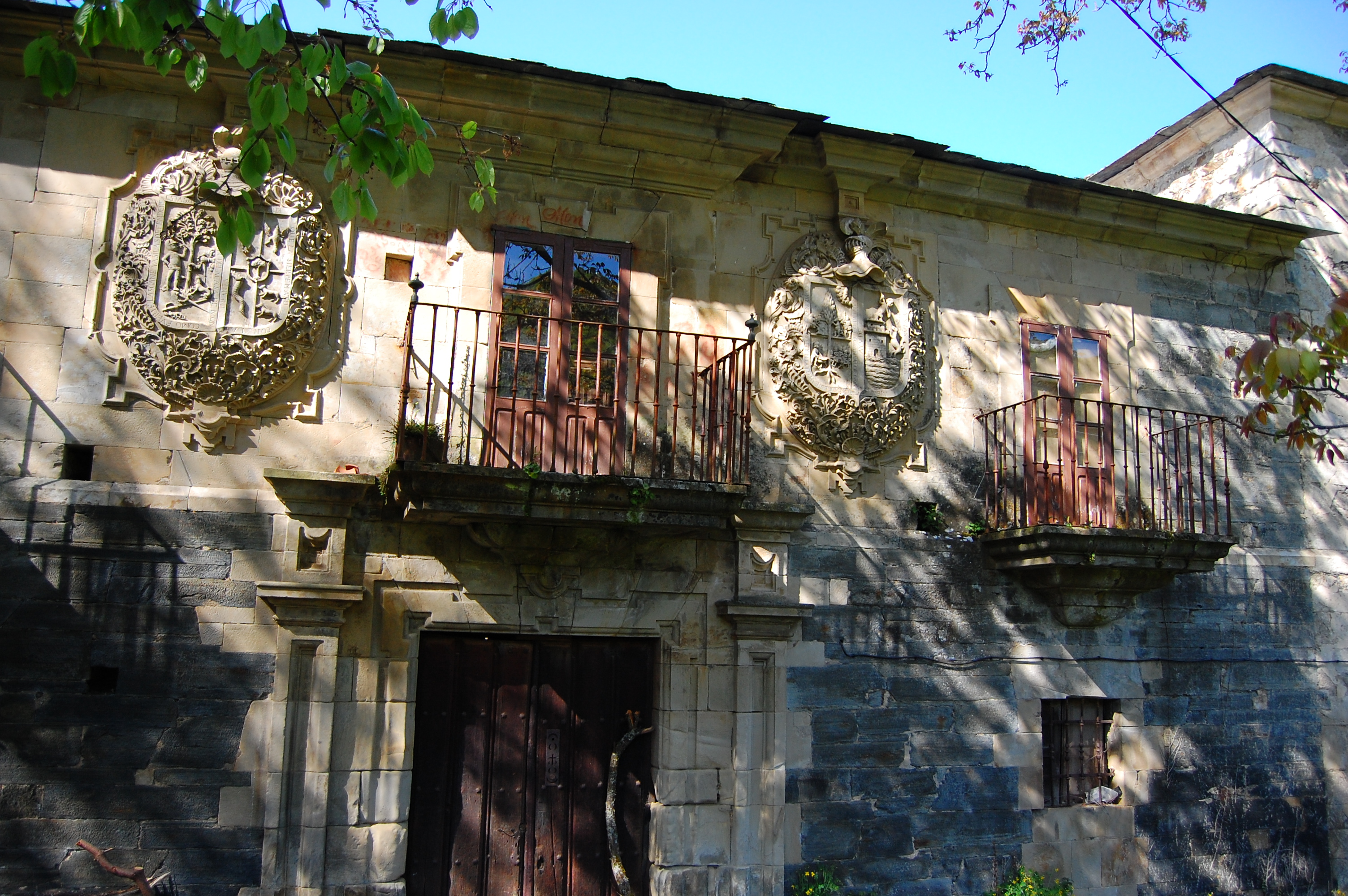
Fachada del palacio de Mon San Martín de Oscos
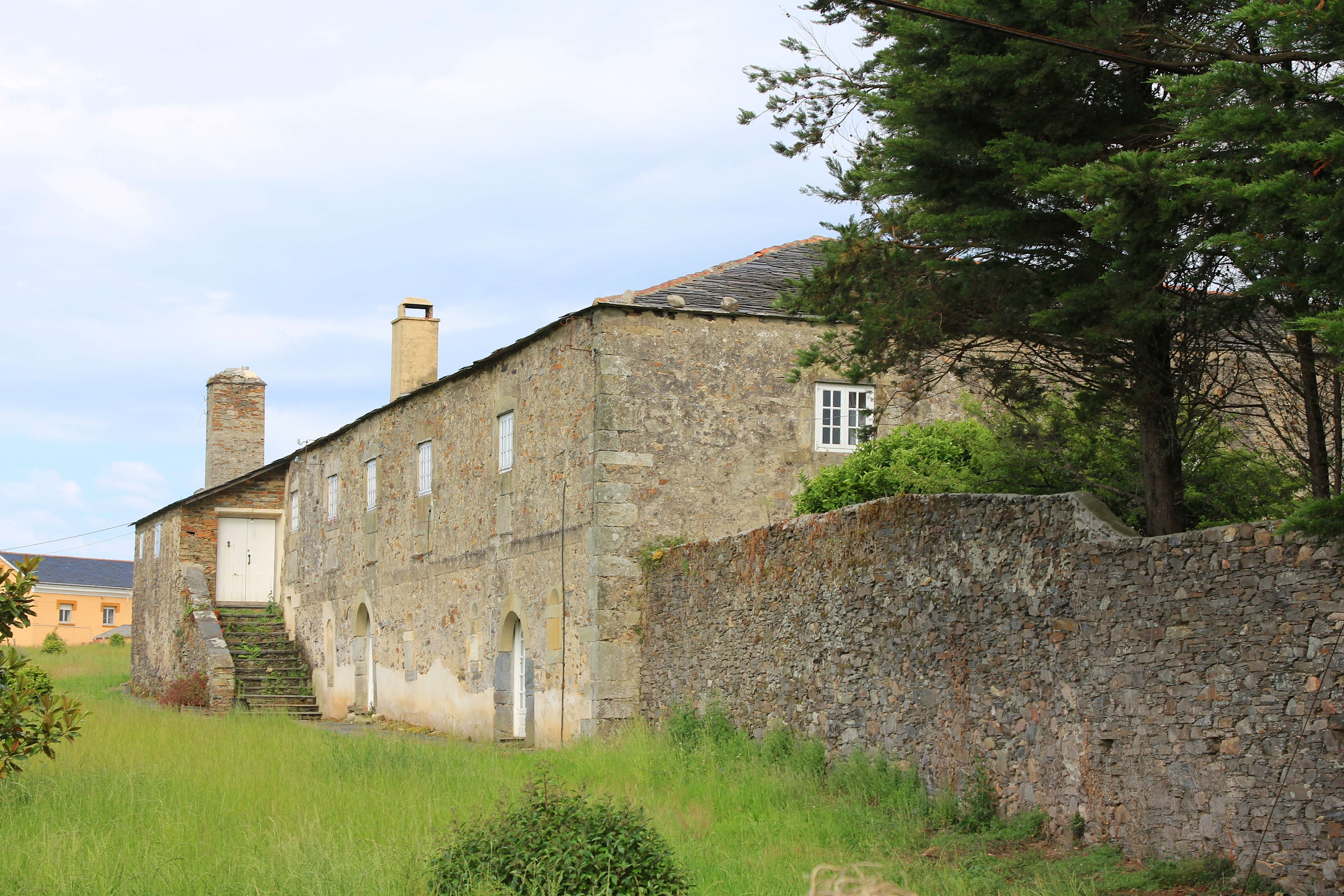
Palacio de Campos, Tapia
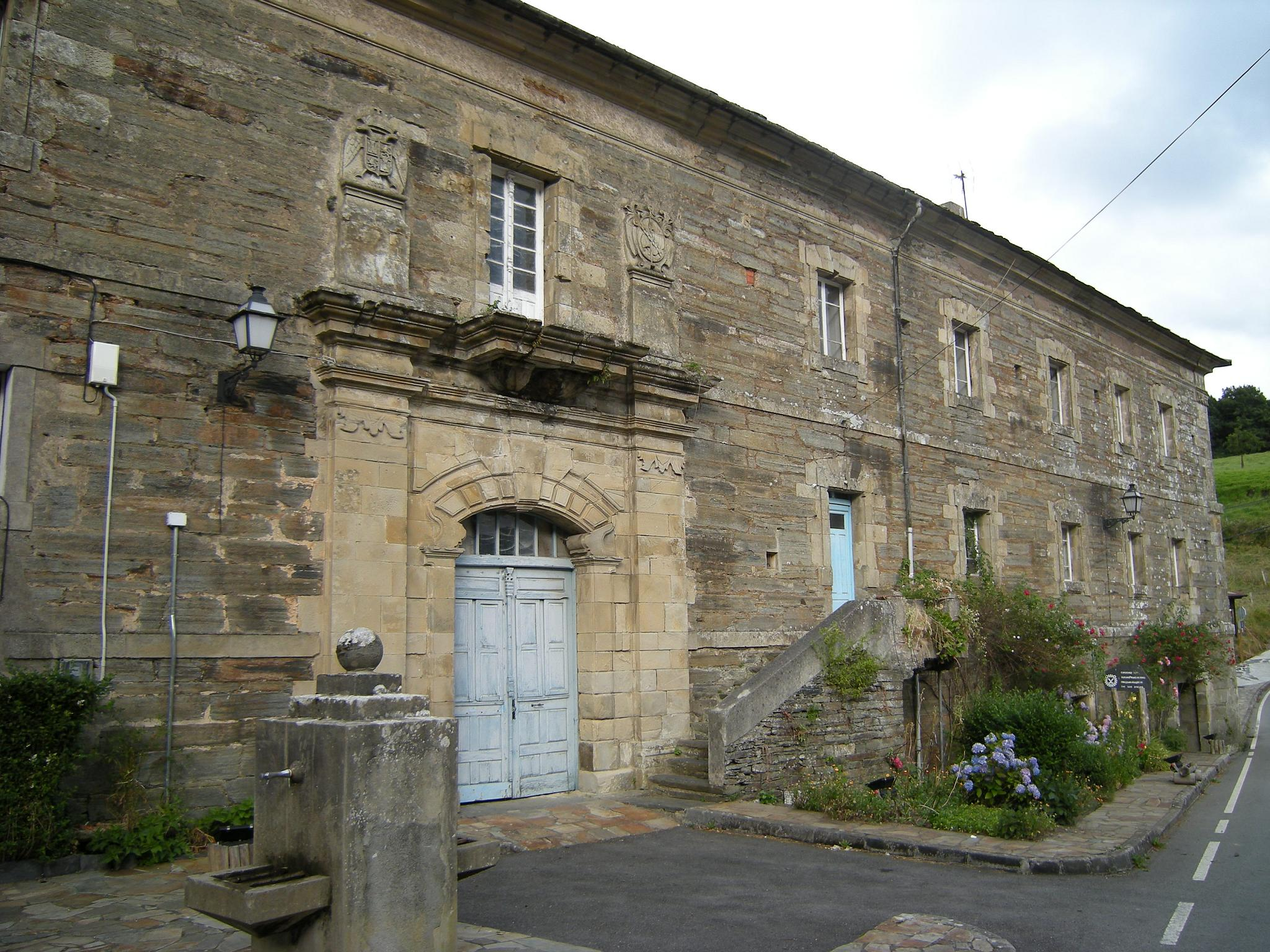
Monasterio de Santa María de Villanueva de Oscos
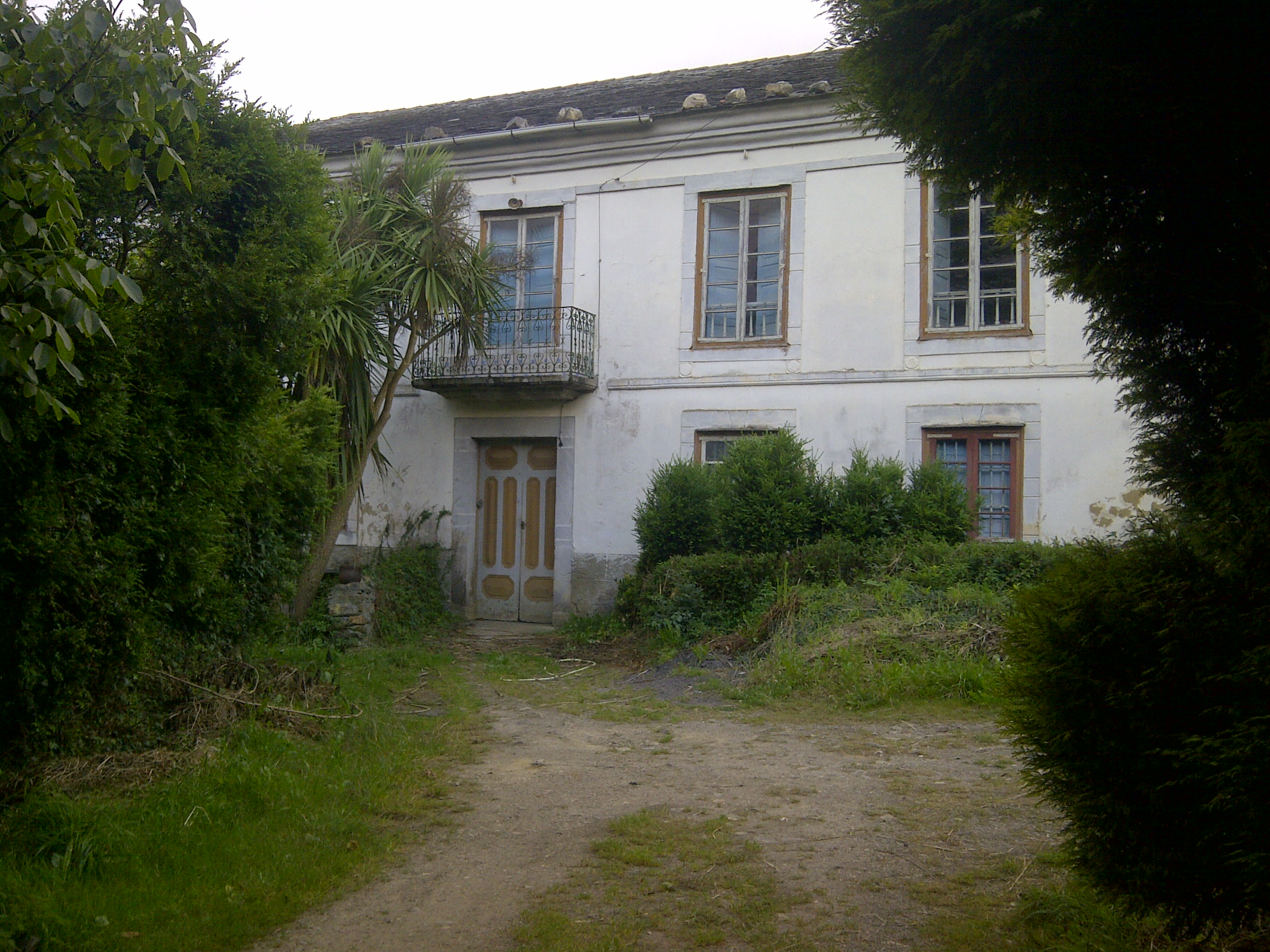
Casa solariega del siglo XVIII en Caborcos, Arancedo, El Franco
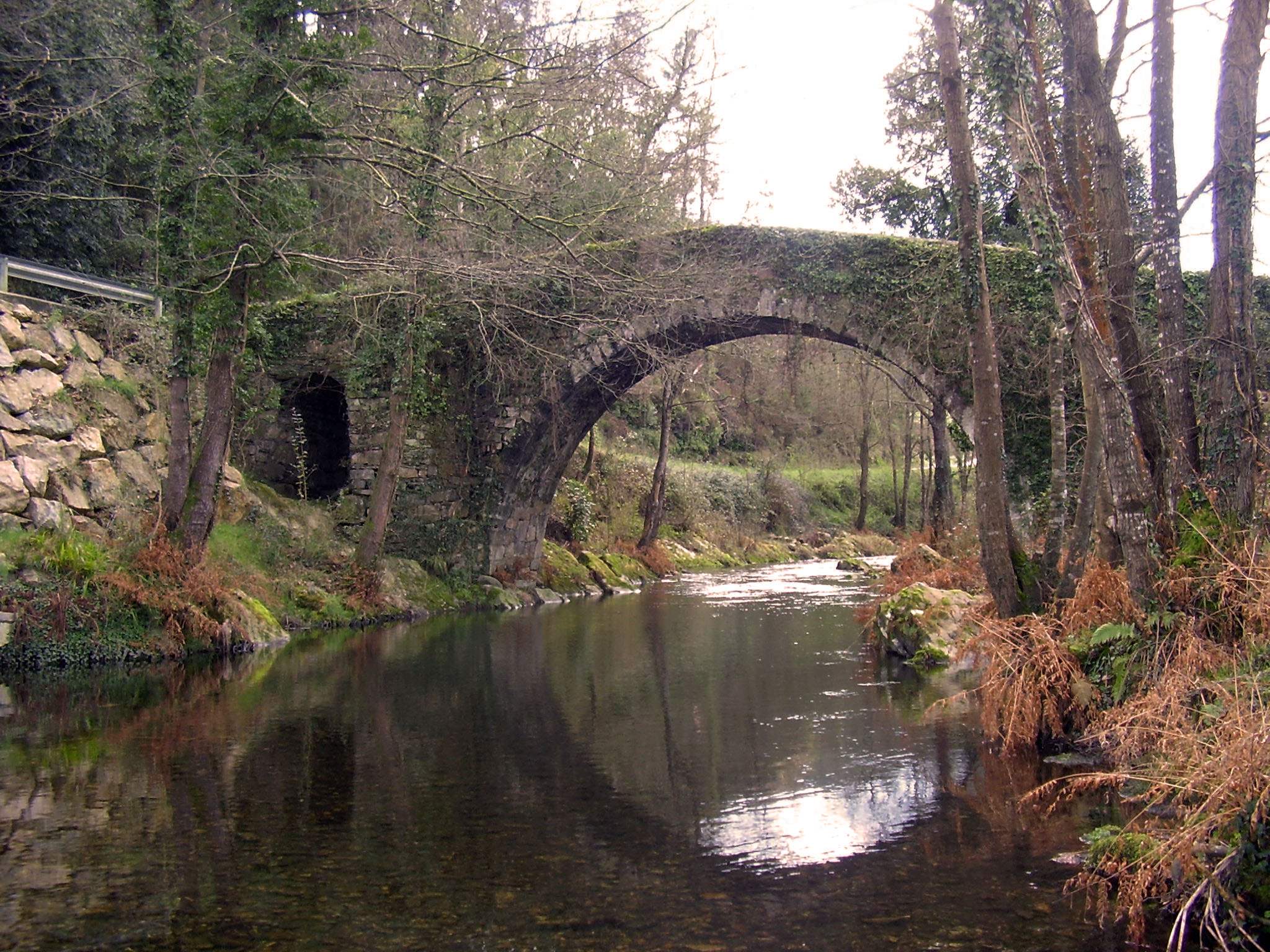
Puente Medieval, en La Veguiña, Tapia de Casariego
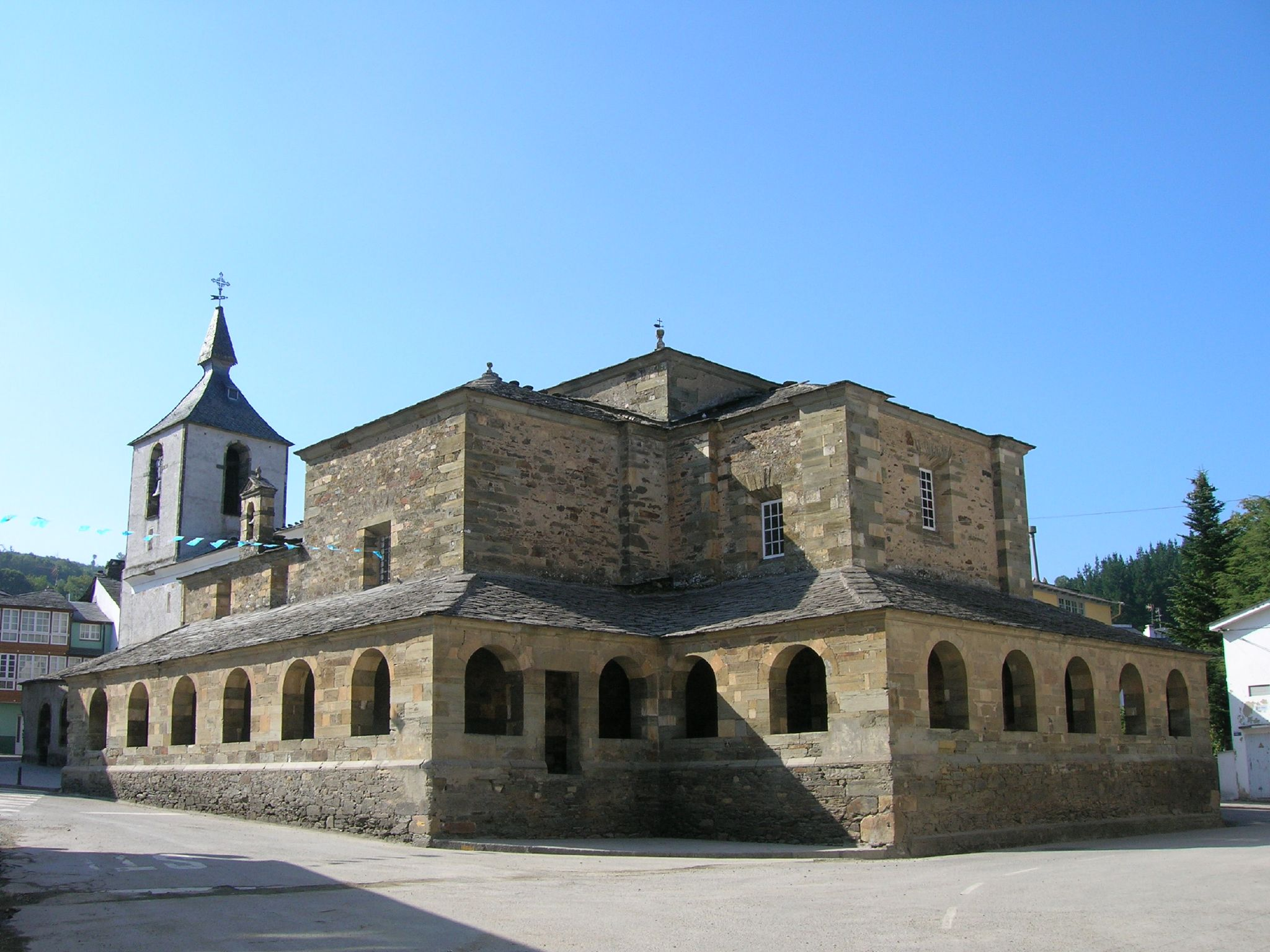
Iglesia parroquial de Grandas de Salime
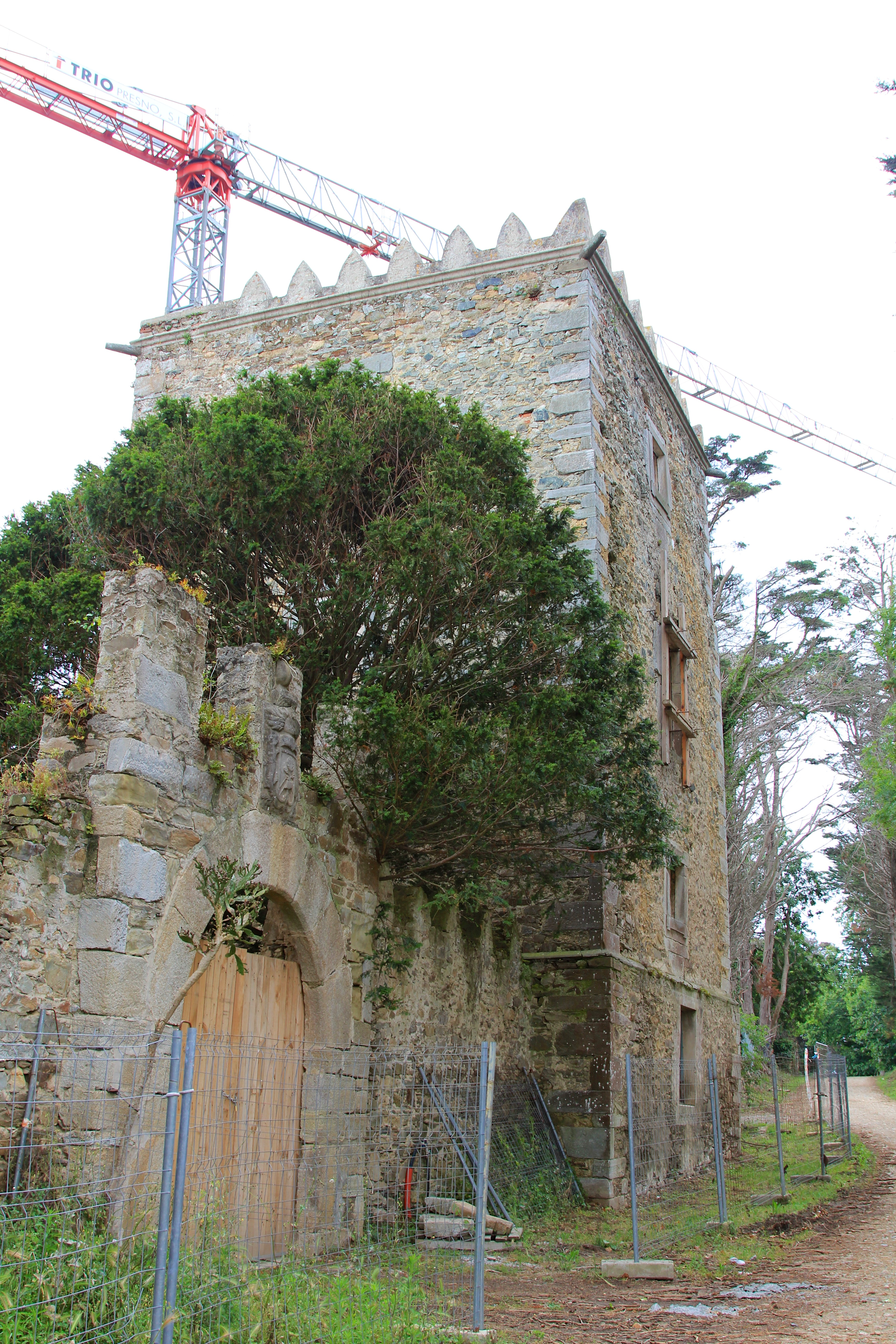
Palacio de las Torres de Donlebún
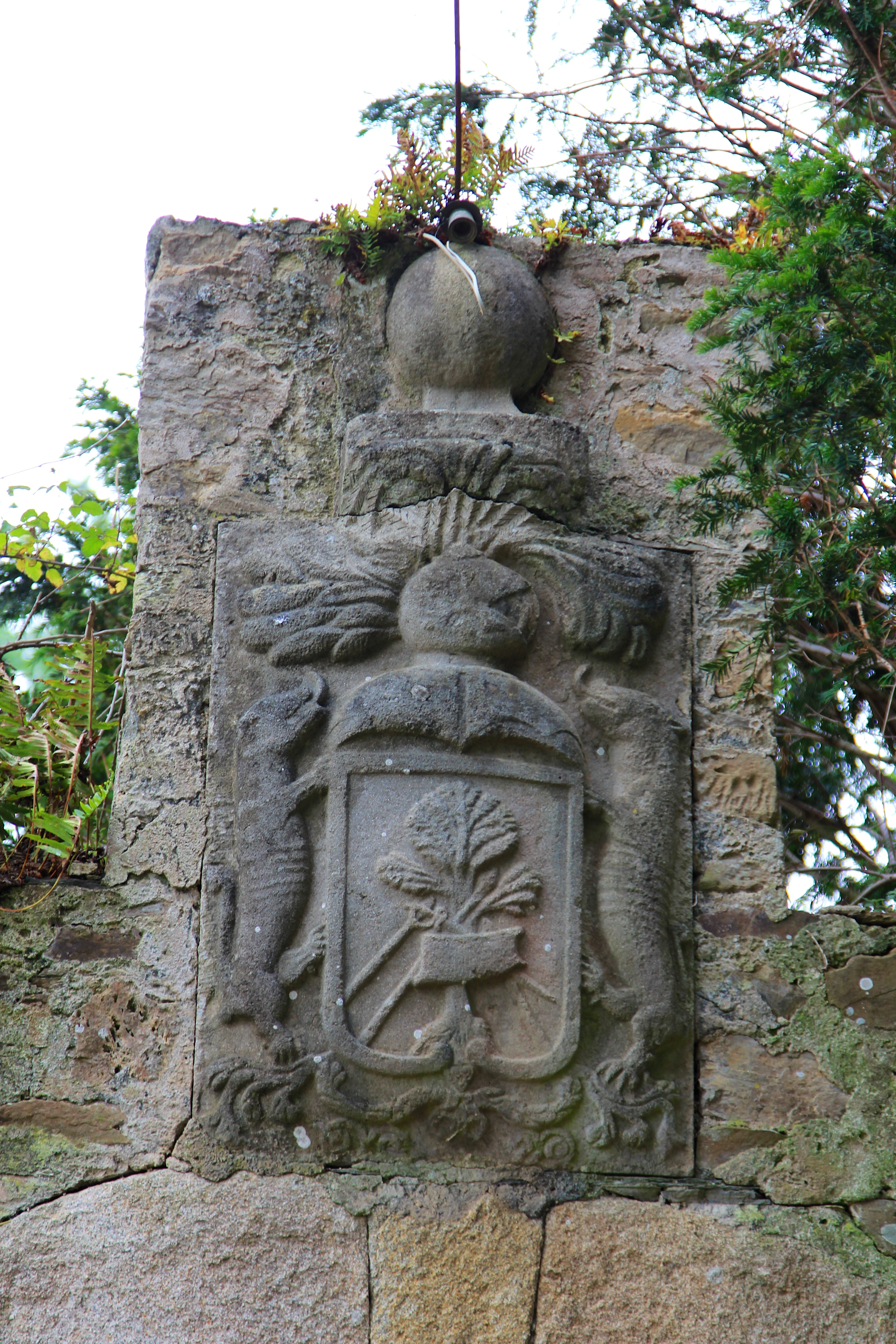
Palacio de las Torres de Donlebún
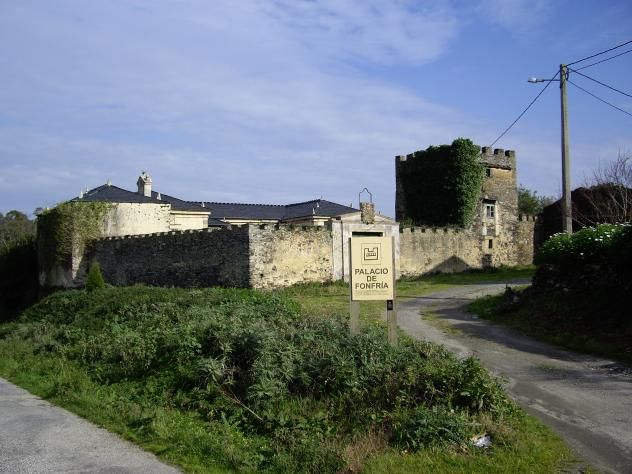
Palacio de la Fonfría, El Franco
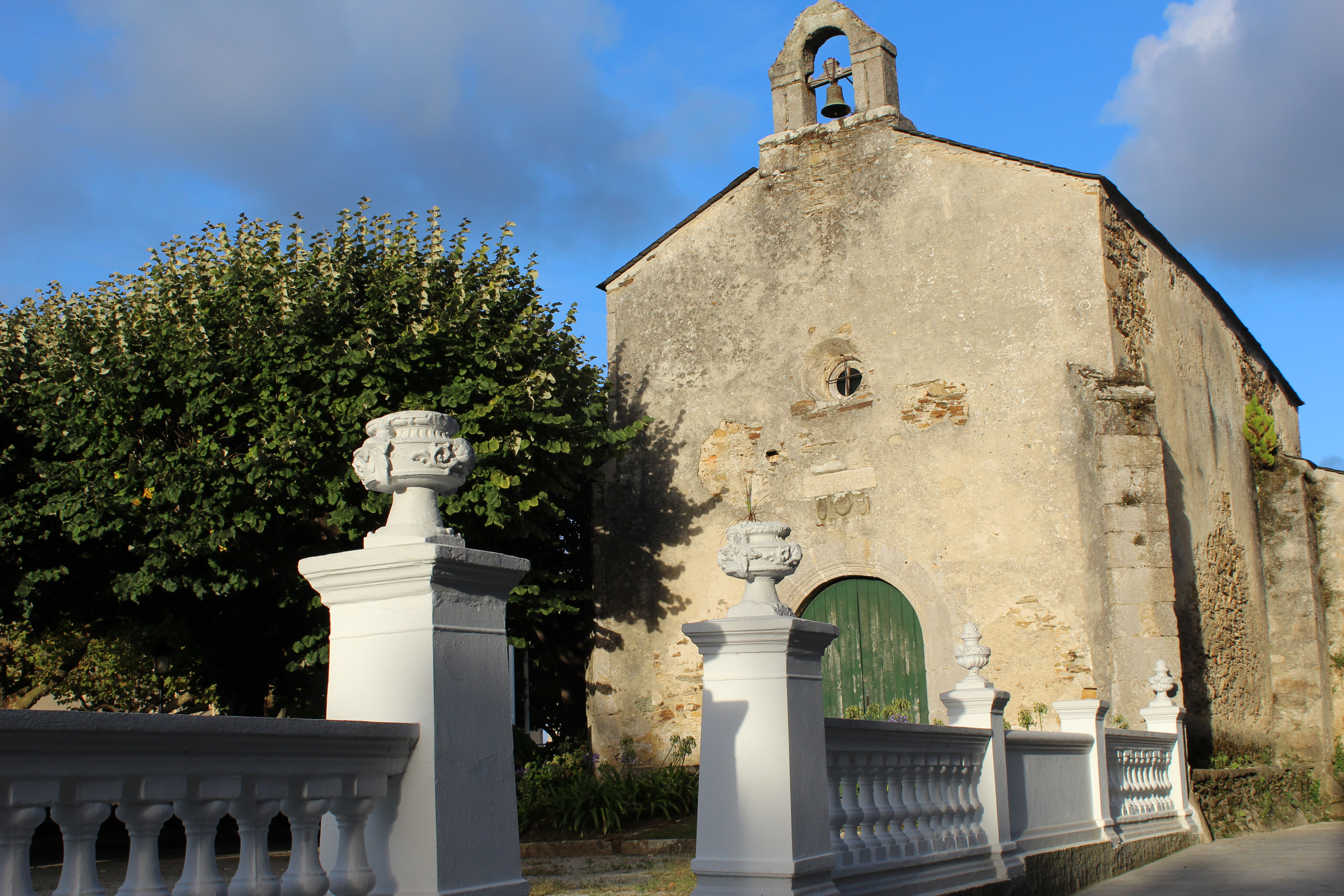
Capilla de Santa María del Campo